# Polska Partia Robotnicza

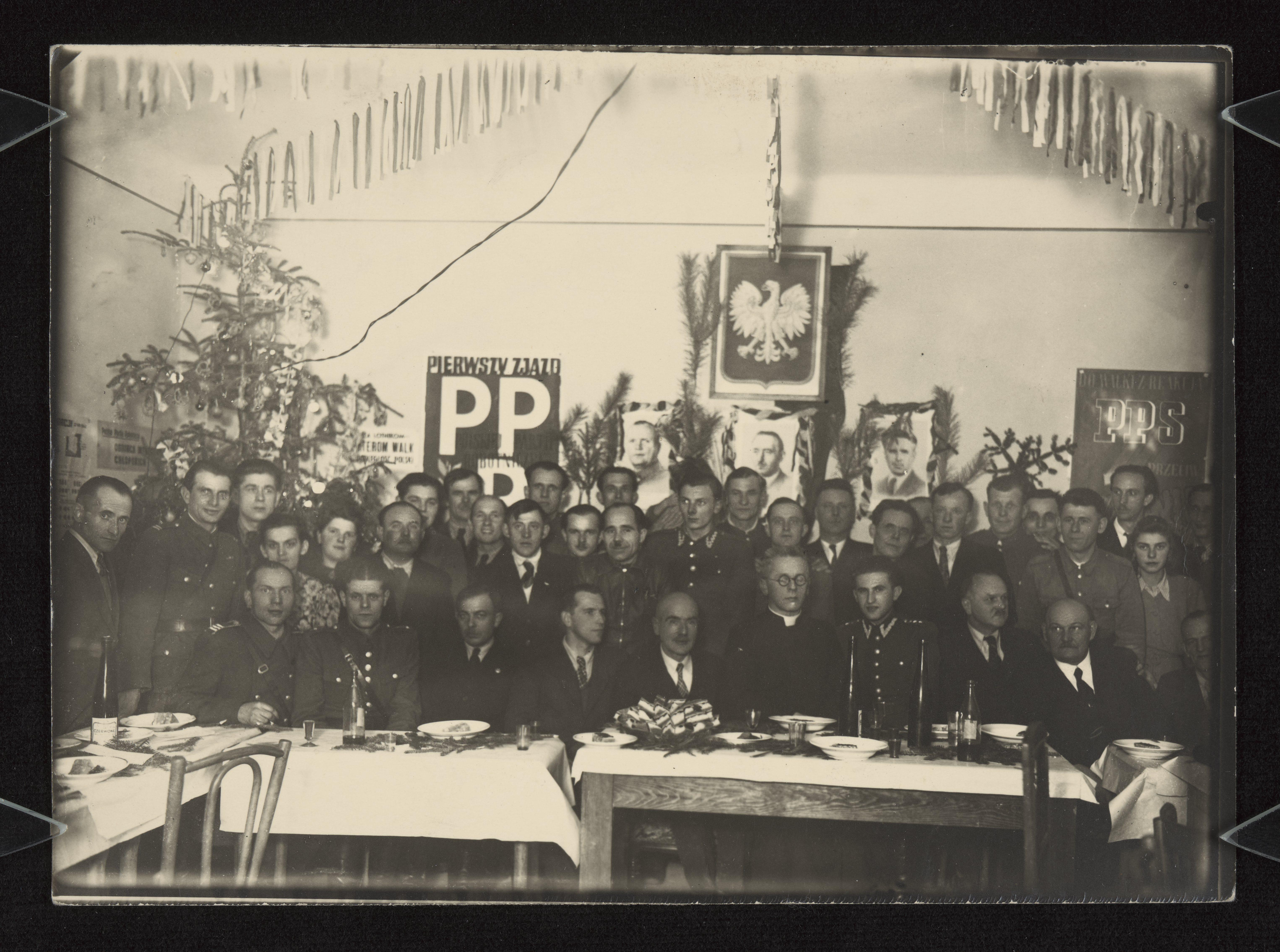
Zebranie PPR-u w Krakowie, ok. 1947 rok

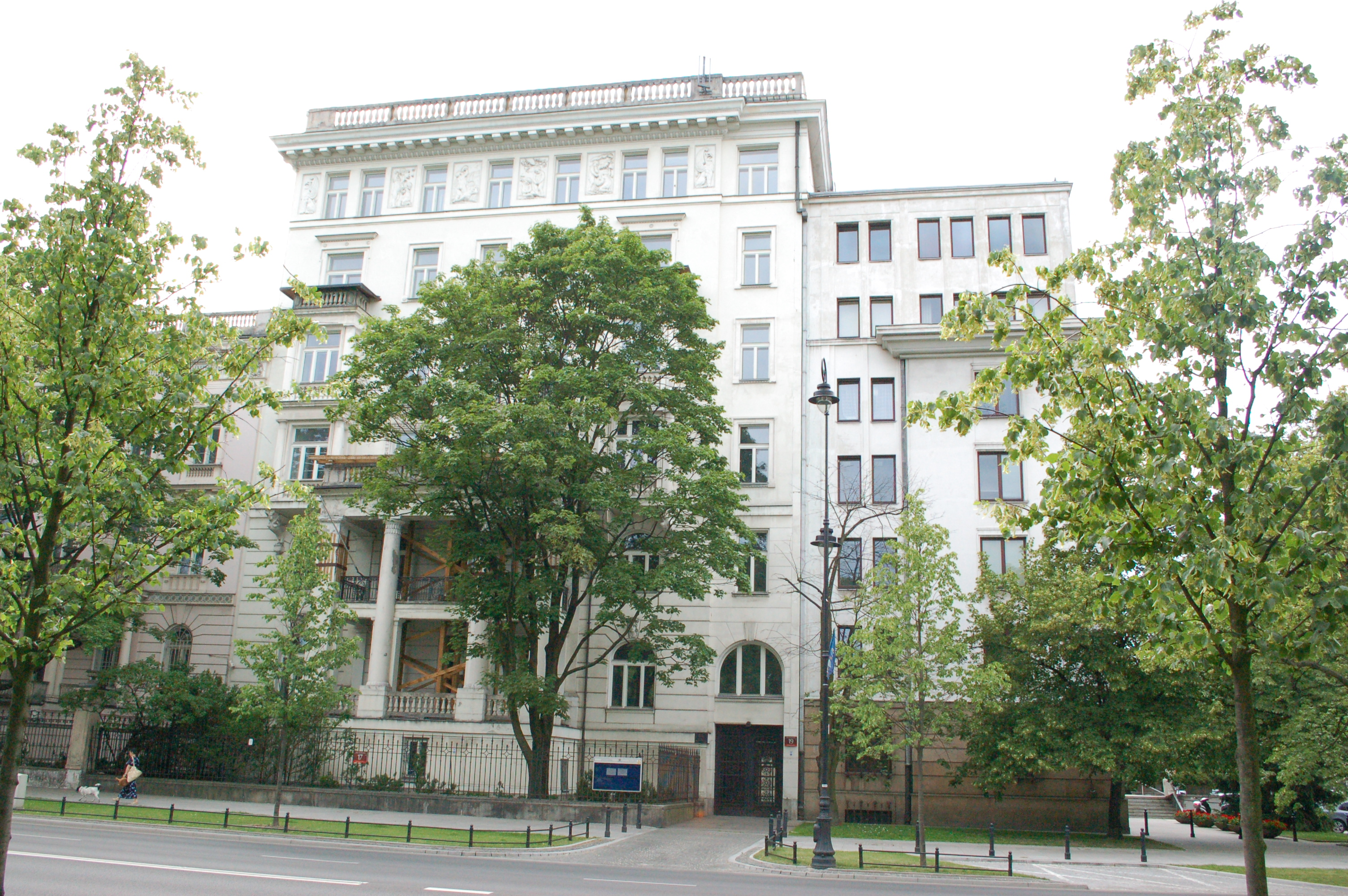
Siedziba KC PPR w al. Stalina 17 (ob. Aleje Ujazdowskie)

Polska Partia Robotnicza (PPR) – polska partia komunistyczna utworzona 5 stycznia 1942 roku w Warszawie podczas okupacji niemieckiej przez przybyłych z ZSRR polskich komunistów z tzw. Grupy Inicjatywnej (zrzuconych przez lotnictwo sowieckie na spadochronach 28 grudnia 1941 w okolicach Wiązowny), poprzez połączenie organizacji Związek Walki Wyzwoleńczej (utworzonej we wrześniu 1941) z kilkoma istniejącymi wcześniej konspiracyjnymi grupami komunistycznymi, takimi jak: „Młot i Sierp”, Stowarzyszenie Przyjaciół ZSRR, Grupa Biuletynu Radiowego, Spartakus, Sztandar Wolności oraz grupa „Proletariusz”. Od 22 lipca 1944 partia rządząca w Polsce jako państwie niesuwerennym, pozostającym pod dominacją ZSRR.

## Wprowadzenie
Autorem nazwy partii był Józef Stalin, który 27 sierpnia 1941 przekazał sekretarzowi generalnemu Międzynarodówki Komunistycznej (Kominternu) Georgi Dymitrowowi wskazówki, by nie posługiwać się nazwą „partia komunistyczna”, gdyż mogłaby odstraszać przyszłych członków.
Działalność PPR podlegała kierowniczym czynnikom w Moskwie, ze względów taktycznych formalnie nie była związana z Międzynarodówką Komunistyczną w okresie jej istnienia.
Wojskową organizacją PPR była Gwardia Ludowa (od stycznia 1944 jako Armia Ludowa). W styczniu 1943 roku PPR powołała organizację młodzieżową – Związek Walki Młodych. Organami prasowymi były m.in. „Trybuna Wolności” i „Trybuna Chłopska”.
Była członkiem powstałej w 1944 roku Komisji Porozumiewawczej Stronnictw Demokratycznych.

## Geneza utworzenia PPR
Po rozwiązaniu Komunistycznej Partii Polski w sierpniu 1938 i wymordowaniu przez NKWD większości działaczy KPP przebywających w ZSRR strukturami, w których działali polscy komuniści były Brygady Międzynarodowe w Hiszpanii, Polskie Grupy w Komunistycznej Partii Francji i tzw. „komuny więzienne”, m.in. w więzieniu w Rawiczu (kierował nią Alfred Lampe, liczyła ok. 500 więźniów) oraz w Sieradzu (kierował nią Władysław Gomułka, liczyła ok. 400 więźniów). Komintern planował jednak tworzenie nowych struktur partyjnych. Uznał, że rolę organizatora może pełnić Bolesław Mołojec, oficer XIII Brygady Międzynarodowej im. Jarosława Dąbrowskiego. W styczniu 1939 Mołojec został przerzucony do Paryża, gdzie powierzono mu funkcję szefa Grupy Inicjatywnej dla spraw polskich przy Międzynarodówce Komunistycznej. Grupa nie spełniała jednak oczekiwań Kominternu i była krytykowana m.in. za „brak krytyki PPS”, poparcie hasła Rządu Obrony Narodowej w Polsce wobec zagrożenia hitlerowskiego i wsparcie rządowego planu pożyczki przeciwlotniczej. 26 maja 1939 Komintern podjął decyzję o odbudowie partii komunistycznej w Polsce.
W czerwcu 1939 Sekretariat Międzynarodówki rozwiązał Grupę i powołał Tymczasowy Ośrodek Kierowniczy KP Polski. Jego głównym działaczem pozostał nadal Mołojec. Pisał on: „Doszliśmy do wniosku, że w nowym programie musi się znaleźć kwestia niepodległości narodowej, ale nie niepodległości w ogóle, lecz taka, która jednocześnie wyzwoli lud polski od uścisku kapitalistyczno-obszarniczego, związana nierozerwalnymi więzami przyjaźni z narodami Związku Radzieckiego”. Po pakcie Ribbentrop-Mołotow 23 sierpnia 1939 kwestia odbudowy polskiej partii komunistycznej uznana została w Moskwie za nieaktualną. Tymczasowy Ośrodek został rozbity po delegalizacji KP Francji we wrześniu 1939 i aresztowaniu większości działaczy przez policję francuską. Mołojec przedostał się wówczas do Moskwy, gdzie w rozmowie z Zofią Dzierżyńską dowiedział się, że Komintern uznaje sprawę odtworzenia partii komunistycznej w Polsce za nieaktualną. W Moskwie Mołojec pisał memoriały do Kominternu wskazujące na konieczność szybkiej odbudowy partii komunistycznej w okupowanej Polsce. („Sprawa polska wiele straciła z powodu tego opóźnienia (…) w tej strasznej sytuacji komuniści i ich partia muszą dzielić los swojego narodu. Inaczej zostaną oskarżeni o to, że nie było ich w tym trudnym czasie. (…) Będzie to ogromna szansa dla ruchu komunistycznego, dla partii, aby ona stanęła na czele walki o niepodległość i nadała jej kierunek i charakter odpowiadający potrzebom wyzwolenia mas pracujących (…)”). Za program minimum uznał walkę z terrorem policyjnym, z germanizacją, przeciwko wywózce do Niemiec, uciskowi ludności żydowskiej, w obronie kultury polskiej oraz propagandę socjalizmu. Trudność bieżącą w realizacji tych celów widział w istnieniu „wyjątkowo dobrych stosunków ZSRR z Niemcami („Dlatego nie można uważać walki z Hitlerem za program na dziś. Ale w toku wojny mogą pojawić się dla nas w Polsce nowe możliwości” (…)”).
Po agresji III Rzeszy i ZSRR na Polskę we wrześniu 1939 na terenie okupacji niemieckiej istniało kilka organizacji grupujących komunistów bez łączności z Kominternem. Największą była organizacja „Rewolucyjne Rady Robotniczo-Chłopskie” zwana „Sierp i Młot”. Stworzona przez nią formacja zbrojna „Czerwona Milicja” liczyła ok. 1000 osób, z czego ok. 200 w Warszawie. W 1940 roku bez wiedzy władz radzieckich grupa działaczy komunistycznych (m.in. Marian Spychalski i Jerzy Albrecht) przedostała się przez zieloną granicę ze Lwowa do Warszawy. W 1941 roku powołali organizację konspiracyjną – Związek Walki Wyzwoleńczej. Pozostałe organizacje o profilu komunistycznym to: Stowarzyszenie Przyjaciół Związku Radzieckiego, Grupa Biuletynu Radiowego, Spartakus, Sztandar Wolności, Grupa Akademicka oraz grupy „Proletariusz”.
W informacji Wydziału Bezpieczeństwa Departamentu Spraw Wewnętrznych Delegatury pisano: „Po zawarciu w sierpniu 1939 paktu radziecko-niemieckiego (…) wśród pozostałych w kraju komunistów nastąpiła konsternacja. Pod adresem Komunistycznej Międzynarodówki nierzadko odzywały się głosy zdrady sprawy proletariatu. (…) Po otrząśnięciu się z pierwszych wrażeń, elementy komunistyczne rozpoczęły starania w kierunku wyłonienia właściwego trzonu ideologiczno-partyjnego”. Już w styczniu 1940 komendant Służby Zwycięstwu Polsce gen. Michał Karaszewicz-Tokarzewski donosił gen. Kazimierzowi Sosnkowskiemu: „Komuniści rozwijają nader słabą działalność. Partia jako całość jest nadal rozbita, działają poszczególne grupy niemające żadnego mocniejszego oparcia wśród robotników”. Jego następca gen. Rowecki obawiał się jednak radykalizacji społecznej w kraju uznając, że konieczne jest stworzenie w konspiracji specjalnych sił policyjnych zdolnych do pacyfikacji rozruchów społecznych oraz utworzenie tuż po wojnie specjalnych obozów, w których izolowani byliby przywódcy komunistyczni. W lutym 1940 r. gen. Rowecki depeszował, że grupy komunistyczne w Warszawie i Zagłębiu »dążą do stworzenia grupy narodowych komunistów«”. W GG pojawili się emisariusze komunistyczni przybyli z ZSRR z instrukcją wznowienia taktyki szerokiego „frontu ludowego” (…) Celem ma być odbudowa „suwerennego” państwa polskiego w sojuszu z ZSRR”. Była to grupa ze Spychalskim i Albrechtem na czele.
Tymczasem w ZSRR na jesieni 1940, w związku z pogorszeniem się relacji z Niemcami (nieudana wizyta Mołotowa w Berlinie w listopadzie 1940 r.), władze radzieckie wróciły do rozgrywania sprawy polskiej (organizacja obchodów 85 rocznicy śmierci A. Mickiewicza, otwarcie jego muzeum w Nowogródku i muzeum Słowackiego w Krzemieńcu, powołanie nowych gazet i wydawnictw drukujących w języku polskim, wezwanie b. premiera Kazimierza Bartla do Moskwy). Jeszcze w lipcu 1940 Stalin napisał do władz partyjnych we Lwowie, zarzucając im „przegięcia” w traktowaniu Polaków (wypieranie języka polskiego, odmowa zatrudniania Polaków, zmuszanie ich do podawania się za Ukraińców). Jesienią 1940 rozpoczęły się też działania wokół tworzenia oddziałów polskich w ZSRR. 2 listopada Beria wnioskuje do Stalina o utworzenie polskiej dywizji w ramach Armii Czerwonej. W tym czasie pojawia się nowy ośrodek polskich komunistów w ZSRR skupiony wokół Wandy Wasilewskiej i Alfreda Lampe. W połowie 1940 wysyłają oni list do Stalina w sprawie m.in. przyjmowania byłych członków KPP do WKP (b). List i rozmowy Wasilewskiej ze Stalinem przyniosły w tej kwestii skutek, albowiem od jesieni 1940 niektórzy działacze KPP byli wzywani do rajkomów i umożliwiło się im wstępowanie do WKP(b). Niektórym powierzono niskie funkcje w aparacie partyjnym (np. Marceli Nowotko, Paweł Finder, Jan Krasicki). Stalin chciał przypuszczalnie wykorzystać polskie kadry komunistyczne w przyszłości przeciwko Niemcom, ale nie chciał odtworzyć komunistycznej partii w Polsce, aby nie wywoływać w Hitlerze podejrzeń co do zmiany polityki w sprawie Polski. Od jesieni 1940 zaczęła działać również Szkoła Polityczna w Nagornoje, a potem w Puszkino pod Moskwą (po wybuchu wojny radziecko-niemieckiej w Kusznarenkowie), której słuchaczami zostali m.in. Mołojec, Finder i Nowotko.
22 czerwca 1941 nastąpił atak III Rzeszy na ZSRR. W pierwszych dniach lipca 1941 sekretarz generalny Międzynarodówki Komunistycznej Georgi Dymitrow wezwał grupę polską w szkole Kominternu w Kusznarenkowie i oświadczył, że Komintern zgodził się na utworzenie partii komunistycznej w Polsce, a członkowie grupy mają być jej trzonem. Autorem nazwy partii był Józef Stalin, który 27 sierpnia 1941 przekazał sekretarzowi generalnemu Międzynarodówki Komunistycznej Georgi Dymitrowowi wskazówki, by nie posługiwać się nazwą „partia komunistyczna”, gdyż mogłaby odstraszać przyszłych członków. Dymitrow 29 sierpnia 1941 przekazał dyspozycje Stalina grupie polskich komunistów (nazwa partii pozbawiona wyrazu „komunistyczna” wzbudziła szereg wątpliwości wśród polskich komunistów w ZSRR). We wrześniu 1941 na kolejnym spotkaniu ustalono kierownictwo w składzie: przewodniczący Grupy – Marceli Nowotko, zastępca – Paweł Finder, dowódca organizacji wojskowej – Bolesław Mołojec. Deklarację programową na bazie koncepcji jednolitofrontowych i odnoszących się do haseł walki z okupantem hitlerowskim w celu odzyskania niepodległości opracował Nowotko. Nowa partia miała nie nawiązywać swym programem do programu KPP, gdyż zakładano, że ma być motorem pobudzającym Polaków do walki z okupantem i przewodnią siłą frontu narodowego. Przyjmowano, że polityka KPP (jak ją określano „sekciarska”) izolowała ją od społeczeństwa, zawężała jej wpływy i sytuowała w oczach społeczeństwa jako „sowiecką agenturę”. W ramach Grupy toczyły się spory co do linii programowej nowej partii.
Rozpoczęto szkolenie wojskowe. Szkoleniem zajmował się Ludowy Komisariat Spraw Wewnętrznych (NKWD). W końcu września Grupę skierowano do Wiaźmy, gdzie czekano na sprzyjające warunki pogodowe do wylotu do Polski. Pierwsza grupa wyleciała z lotniska pod Smoleńskiem 26 września 1941, ale samolot uległ awarii, w wyniku której zginął radiotelegrafista grupy Jan Turlejski. Drugi samolot, na pokładzie którego znaleźli się Nowotko, Finder, Mołojec, Czesław Skoniecki, Pinkus Kartin i Maria Rutkiewicz, wyleciał z Kujbyszewa; zrzutu spadochronowego grupy dokonano w pobliżu miejscowości Wiązowna pod Warszawą w nocy z 27/28 grudnia 1941.

## Utworzenie PPR i budowa struktur
5 stycznia 1942 w mieszkaniu Juliusza Rydygiera przy ul. Krasińskiego 18 na Żoliborzu doszło do spotkania Pawła Findera (Nowotko złamał nogę podczas lądowania i był nieobecny) z przedstawicielami krajowych grup komunistycznych (Związek Walki Wyzwoleńczej, w imieniu którego wystąpił przewodniczący Franciszek Łęczycki, Bojowa Organizacja Ludowa, Stowarzyszenie Przyjaciół Związku Radzieckiego, Rewolucyjne Rady Robotniczo-Chłopskie, Grupa Biuletynu Radiowego, Spartakus, Sztandar Wolności, Grupa Akademicka oraz grupy „Proletariusz”). Finder przedstawił inicjatywę utworzenia nowej partii – Polskiej Partii Robotniczej stwierdzając, że cieszy się ona poparciem Kominternu. Zaproponowaną nazwę partii przyjęto z oporami, oczekując przywrócenia Komunistycznej Partii Polski. Ostatecznie wyrażono zgodę na nazwę i uznano trójkę kierowniczą Nowotko – Finder – Mołojec za Tymczasowy Komitet Centralny PPR. Pozostałe organizacje komunistyczne biorące udział w spotkaniu postanowiły się samorozwiązać, zasilając PPR kadrami i bazą techniczną. Podstawą organizacyjną PPR stała się faktycznie dotychczasowa organizacja Związku Walki Wyzwoleńczej, który był jedyną organizacją komunistyczną w Warszawie dysponującą liczną kadrą oraz aparatem wojskowym i technicznym.
Druga Grupa Inicjatywna w składzie: Jan Krasicki, Małgorzata Fornalska, Aleksander Kowalski, Piotr Drążkiewicz, Jadwiga Ludwińska, Jan Gruszczyński została wysłana do kraju w maju 1942 roku. Wyposażono ją w radiostację, co umożliwiło nawiązanie kontaktu przez Komintern z kierownictwem PPR (pierwsza radiostacja zaginęła podczas lądowania pierwszej Grupy Inicjatywnej).
W 1942 przedstawiciele partii działający w getcie warszawskim weszli w skład Żydowskiego Komitetu Narodowego.
Władysław Gomułka, odnosząc się do działalności PPR w pierwszym okresie jej istnienia, pisał w swych wspomnieniach: „(...) kierownictwo Kominternu (...) nowo powołanej partii nadało niejako dwa oblicza, jawne i tajne. Na jawne oblicze partii składa się cała jej nie skrywana przed nikim działalność podziemna, tajne zaś, czyli skrywane przed narodem, miały pozostać powiązania kierownictwa partii z Moskwą, z Kominternem, uznawanie ich zwierzchnictwa nad partią mimo formalnego wyrzeczenia się przez nią przynależności do Międzynarodówki Komunistycznej. O drugim, tajnym aspekcie oblicza partii, wiedział jedynie w bardzo zróżnicowanym stopniu jej kierowniczy aktyw. Najgłębiej znała te sprawy trójka kierownicza partii wchodząca w skład pierwszej Grupy Inicjatywnej. Mniej wtajemniczeni byli pozostali uczestnicy tej grupy, jak też przerzuceni później do kraju członkowie II Grupy Inicjatywnej. Aktyw krajowy PPR był w tym przedmiocie na ogół powierzchownie zorientowany (...)”.
Początkowo działacze PPR mieli znaczne trudności w rozbudowie struktur organizacyjnych i zbrojnych, głównie z powodu niewystarczającej ilości broni, dowódczych kadr wojskowych i ochotników do nowo tworzonych struktur – wówczas największym autorytetem w kraju cieszyła się Armia Krajowa. Jako kojarzeni ze Związkiem Radzieckim, spotykali się z nieufnością, a czasem wręcz wrogością szerokiego spektrum niepodległościowych i zbrojnych organizacji podziemnych, a także niejednokrotnie zwykłych ludzi, którzy widzieli w PPR reprezentantów interesów ZSRR. W niektórych przypadkach jak w Okręgu Tarnowskim PPR przyczyną słabego rozbudowania komórek terenowych partii był brak wcześniejszych kontaktów i znajomości sprawujących funkcje sekretarzy Józefa Łabuza i Józefa Kogutka z przedwojennymi komunistami, przez co szukanie z nimi kontaktów w sytuacji wzmożonego terroru okupanta mogło spowodować wpadkę nie tylko ich samych, ale i stworzonych już komórek PPR. Na początku wstępowali do niej głównie przedwojenni komuniści. Z czasem udało się utworzyć konspiracyjną sieć 6 obwodów i 18 okręgów na terenie GG i części ziem włączonych do Rzeszy, pierwsze nieliczne oddziały leśne udało się GL stworzyć wiosną 1942 roku. Pierwszym Obwodem PPR był Obwód Warszawski, który nie posiadał własnego kierownictwa, a funkcje pełnili członkowie KC. II Obwodem był Obwód Lubelski, którego pierwszym sekretarzem został Włodzimierz Dąbrowski „Wujek”. Sekretarzem III Obwodu – Radomsko-Kieleckiego – został Władysław Skowroński „Młot”. Na czele IV Obwodu – Krakowskiego – stanął Stanisław Ziaja „Domański”. V Obwodem – Śląsko-Dąbrowskim – kierował Stefan Franciszok „Robert”. Sekretarzem VI – Łódzkiego – Obwodu był Ignacy Loga-Sowiński. W październiku 1942 utworzono Obwód VII – Lwowski – z Jakubem Śliwką „Romanem” na czele, jednak w lutym 1943 zlikwidowano ten obwód. Każdy obwód składał się z kilku okręgów obejmujących po kilkanaście powiatów.
W 1942 roku PPR liczyła kilka tysięcy członków. Trzon partii stanowili wówczas starzy członkowie KPP ze znacznym udziałem radykalnych socjalistów z przedwojennej PPS i radykalnych ludowców z ZMW „Wici” oraz SL, jednak zasadniczą większość członków stanowili ludzie, którzy wstąpili do partii i rozpoczęli działalność polityczną w okresie okupacji hitlerowskiej. Do ugrupowania przyłączyli się również członkowie Polskiej Wojskowej Organizacji Rewolucyjnej, która została rozbita na skutek prowokacji Gestapo.
Niemcy wielokrotnie podejmowali próby rozbicia PPR – już w nocy na 28 kwietnia 1942 na terenie całego GG w ramach wielkiej, skoordynowanej akcji aresztowano 931 polskich komunistów. Na przełomie września i października 1942 w Warszawie gestapo aresztowało ok. 40 działaczy PPR (w tym kilku członków Grup Inicjatywnych), z których 37 powieszono publicznie 16 października 1942 – m.in. Feliksa Paplińskiego, Kazimierza Grodeckiego, Juliusza Kanię, Antoniego Dobiszewskiego, Sylwestra Bartosika, Antoniego Kacpurę, Józefa Górkę i Witolda Trylskiego. W styczniu 1943 gestapo rozbiło krakowską organizację PPR, aresztując m.in. jej przywódcę Franciszka Malinowskiego „Piotra”, straconego później w Buchenwaldzie. W kwietniu 1943 dokonano aresztowań wśród łódzkiej organizacji PPR ze Stefanem Przybyszewskim na czele. 3 marca 1944 w obławie we wsi Kaznów zabito sekretarza Lubelskiego Obwodu PPR, Jana Sławińskiego „Tyfusa”. W maju 1944 aresztowano czołowych działaczy poznańskiej PPR (w tym Romana Pasikowskiego), których 13 sierpnia 1944 stracono w obozie karnym w Żabikowie. Pod koniec maja 1944 w Zagłębiu Dąbrowskim i na Górnym Śląsku aresztowano około 300 komunistów, których w większości później zamordowano.
Struktury PPR były także narażone ze strony żołnierzy nacjonalistycznego podziemia. 19 stycznia 1944 we wsi Pardołów (powiat konecki) oddział Narodowych Sił Zbrojnych rozstrzelał 10 domniemanych członków PPR-GL. Ofiarami ataków padały także oddziały zbrojnego ramienia PPR, Gwardii Ludowej i Armii Ludowej. 9 sierpnia 1943 oddział NSZ pod dowództwem Leonarda Zub-Zdanowicza dokonał zbiorowego – od 26 do 32 osób – mordu na żołnierzach oddziału GL im. Jana Kilińskiego. Wydarzenie to przeszło do historii jako mord pod Borowem. Według niektórych raportów Armii Krajowej, NSZ miały donosić na oddziały partyzantki komunistycznej funkcjonariuszom gestapo. Współpracy z Niemcami podjął się Hubert Jura – twórca organizacji Toma, który ujawnił gestapo listy znanych mu działaczy PPR
Według niektórych źródeł znaczne kwoty pieniędzy na bieżącą działalność PPR otrzymywała z Moskwy; środki finansowe pozyskiwała także, dokonując ekspropriacji – zbrojnych napadów na niemieckie sklepy i urzędy – oraz rozprowadzając obligacje Daru Narodowego. Inni badacze twierdzą, iż PPR nie była finansowana przez Moskwę i wskazują, że nie nadmieniają o tym np. depesze radiowe, a także listy Władysława Gomułki do władz ZSRR. Jeszcze w styczniu 1944 r. Władysław Gomułka depeszował do Moskwy: „Finansowy stan gorzej niż opłakany (...) potrzeby wzrastają, a eksy – jedyne źródło naszych dochodów – są coraz trudniejsze i kosztują bardzo dużo, bo życie wielu dobrych bojowców i partyjniaków”.

## Oficjalny program PPR
Jeszcze podczas rozmów Grupy Inicjatywnej z Dymitrowem we wrześniu 1941 r. przyjęto projekt (opracowanej przez Nowotkę) deklaracji ideowo-programowej nowej partii, która potem już w kraju została upubliczniona (10 stycznia 1942 r.) jako odezwa „Do robotników, chłopów, inteligencji! Do wszystkich patriotów polskich!”. Zawarto w niej ideę szerokiego frontu narodowego jednoczącego wszystkie grupy antyhitlerowskie walczące w kraju. Było to zgodne z ówczesną strategią Kominternu propagowaną np. we Francji, Jugosławii czy Czechosłowacji. Wskazywano klasę robotniczą jako główną siłę walki narodowowyzwoleńczej. Odezwa wzywała do powstania ogólnokrajowego („Popierajcie za wszystkich sił zbrojne wystąpienia przeciw armii faszystowskich zaborców. Twórzcie oddziały partyzantki. Niech drugi front powstanie na tyłach niemieckich”). Unikano krytyki rządu gen. Sikorskiego, z którym Kreml zawarł w lipcu tego roku porozumienie polityczne („Historyczna umowa między rządem polskim a sowieckim o wspólnej walce przeciwko Niemcom hitlerowskim stwarza dla nas, Polaków, olbrzymie możliwości. Jeden z podstawowych rezultatów tej umowy – to stworzenie na terytorium Związku Radzieckiego polskiej siły zbrojnej, stającej do walki ramię przy ramieniu z Armią Czerwoną”). Z „frontu narodowego” wykluczano jedynie „zdrajców i kapitulantów”. Pisano w niej o obronie interesów „mas pracujących” i o ich wyzwoleniu „z jarzma kapitalizmu”. Nowa Polska miała być państwem demokratycznym, likwidującym bezrobocie, biedę i nietolerancję wobec mniejszości narodowych. Z reform społecznych wymieniano jedynie reformę rolną i parcelację wielkich majątków.
Tak enigmatyczny i ogólnonarodowy program bez radykalnych wątków społecznych budził opór wielu byłych kapepowców, co znalazło odzwierciedlenie w depeszy Nowotki do Dymitrowa z lipca 1942 r., w której narzekał on na silne „tendencje sekciarskie” w PPR. Krajowi działacze komunistyczni krytykowali też ustępliwość wobec rządu w Londynie.
W marcu 1943 r. ukazał się kolejny dokument programowy „O co walczymy? (Deklaracja Polskiej Partii Robotniczej)”, który szerzej odnosi się do kwestii społecznych i politycznych, zaznaczając, że to program minimum. W dokumencie zakłada się unieważnienie wszystkich mianowań rządu w Londynie i szybko następujące po wojnie pięcioprzymiotnikowe wybory oraz powołanie specjalnego trybunału dla winnych klęski wrześniowej; pełną swobodę słowa, druku i zgromadzeń. Odnośnie do granic: „włączyć do państwa polskiego wszystkie ziemie polskie – na ziemiach spornych decyduje wola ludności. Uznać zasadę prawa narodów do samostanowienia o sobie”. Zakładano prowadzenie polityki zagranicznej w oparciu o sojusz z ZSRR. W kwestiach gospodarczych przewidywano m.in. „uspołecznić przedsiębiorstwa bankowe i wielkoprzemysłowe z wprowadzeniem kontroli nad produkcją uspołecznionych przedsiębiorstw przemysłowych przez komitety fabryczne”, „wywłaszczyć bez odszkodowania gospodarstwa obszarnicze powyżej 50 ha”, „wprowadzić (…) minimum płacy dla robotników i pracowników umysłowych. Zapewnić prawo do pracy dla wszystkich”. Postulowano wprowadzenie zasady planowania we wszystkich dziedzinach życia gospodarczego i kulturalnego oraz opracowanie wielkiego planu odbudowy i rozbudowy gospodarki narodowej (głównie w zakresie uprzemysłowienia i elektryfikacji). Deklarowano bezpłatność nauki, leczenia i lekarstw.
Deklarację tę opracowano samodzielnie, informując jedynie ex post Komintern o jej treści. Dymitrow reprezentujący Komintern przekazał I sekretarzowi PPR Pawłowi Finderowi szereg krytycznych uwag do tej deklaracji. Wyraził zaniepokojenie radykalizmem społecznym deklaracji, zalecając podkreślenie demokratyczności i jednolitofrontowości przyszłego rządu narodowego. Zalecał odejście od wskazywania granicy 50 ha, jako że „odtrąci to kułaków, a nawet częściowo średniaków”. „Zbędny (…) jest punkt o zasadzie planowania w całej gospodarce” – pisał Dymitrow. Naciskał on również na wyraźniejsze ujęcie kwestii granicznych („Trzeba koniecznie zająć wyraźne stanowisko uznania woli ludności ukraińskiej, białoruskiej i litewskiej, wyrażonej w 1939 r. Trzeba wskazać, że tylko na tej drodze Polska raz i na zawsze położy kres zgubnym dla niej sporom z bratnim narodem ukraińskim, białoruskim i litewskim (…)”).
W listopadzie 1943 roku Gomułka formułuje treść nowego manifestu programowego PPR „O co walczymy? Deklaracja Programowa Polskiej Partii Robotniczej”. Odmawiał on legalizmu rządowi w Londynie i Delegaturze i potępiał dążenie do „rozpalenia wojny domowej” przez niektóre siły podziemia (była to reakcja na zamordowanie w Mogielnicy 5 członków PPR). Odnośnie do kwestii ziem wschodnich wyraźnie stwierdzono, że jest to probierz „szczerości haseł demokratycznych” i dodawano, że „nie można odmawiać narodom, ukraińskiemu i białoruskiemu, prawa określenia przynależności państwowej zgodnie z wolą ludności. Zabezpieczy nam to pokój na wschodzie i wzmocni naszą pozycję na zachodzie i nad Bałtykiem”. Deklaracja stwierdzała: „Na zachodzie i nad Bałtykiem musimy uzyskać ziemie etnograficznie polskie, wynarodowione i zgermanizowane przemocą w ciągu wieków(…)”.

## Śmierć Marcelego Nowotki
28 listopada 1942 nieopodal warszawskiego Dworca Zachodniego granatowa policja znalazła zwłoki pierwszego przywódcy PPR Marcelego Nowotki. Powiadomieni o tym Paweł Finder i Małgorzata Fornalska, wiedząc, że tego dnia Nowotko był umówiony z Bolesławem Mołojcem, próbowali skontaktować się z tym ostatnim. Udało się to dopiero po 3 dniach. Mołojec oświadczył, że spotkał się z Nowotką, ale po krótkiej rozmowie rozstali się i nie wie, co się z nim stało. Po kilku dniach zmienił zdanie i oświadczył, że zostali z Nowotką napadnięci przez nieznanych sprawców, a Nowotko zginął zastrzelony. Zapytany czemu uciekł, zostawiając Nowotkę, odpowiedział, że stchórzył i ratował samego siebie. Wyraził pogląd, że napadu mogła dokonać AK. Po tych rozmowach bez wiedzy pozostałych członków KC PPR Mołojec przesłał do Moskwy do Dymitrowa depeszę informującą o śmierci Nowotki w wyniku zamachu podziemia londyńskiego i o fakcie przejęcia funkcji sekretarza PPR przez samego Mołojca. O swoim spotkaniu z Nowotką nie poinformował. Wszystkie te fakty spowodowały u pozostałych członków KC podejrzenie, że autorem zabójstwa Nowotki był sam Mołojec. 29 grudnia 1942 r. Finder, Fornalska, Jóźwiak i Gomułka ze względu na zagrożenie dla podziemnej działalności PPR podjęli decyzję o likwidacji Mołojca, która została dokonana przez Jana Krasickiego i Mordechaja (Mieczysława) Hejmana tego dnia na ul. Kamienne Schodki. Na posiedzeniu KC PPR 31 grudnia 1942 r. powołano komisję partyjną na czele z adwokatem Teodorem Duraczem, która miała zbadać sprawę i przedstawić partii po wojnie wyniki swojej działalności. Komintern poinformowano o całej sprawie 8 stycznia 1943 r. Komisja Duracza ustaliła, że 28 listopada 1942 r. (w dniu w którym zginął Nowotko) brat Bolesława Mołojca – Zygmunt Mołojec, będący ówcześnie kierownikiem wydziału informacji Sztabu Głównego Gwardii Ludowej, pobierał broń z konspiracyjnego magazynu celem likwidacji nieznanego mu wcześniej prowokatora w szeregach PPR. W tej sytuacji po rozmowach wyjaśniających z Zygmuntem Mołojcem wyrokiem śmierci objęto również jego. Wyrok został wykonany.
Większość historyków przyjmuje, że przyczyną śmierci Nowotki były osobiste ambicje Mołojca, który uważał się za osobę predestynowaną do sprawowania kierownictwa partii komunistycznej, w szczególności dlatego, że od 1939 r. był wyznaczany przez Komintern jako osoba zajmująca się odtwarzaniem więzi politycznych środowisk komunistycznych w Polsce po likwidacji KPP. Jeszcze podczas szkolenia Grupy Inicjatywnej w ZSRR pisał memoriały do Stalina. Leon Kasman wspominał: „List, który wysłał do Stalina, nie był przedyskutowany z grupą (…). Pamiętam jedynie, że był on w stylu »Ty mnie rozumiesz, a ja ciebie Stalinie«”. Istniała między Mołojcem a resztą Grupy Inicjatywnej, która później stała się aktywem kierowniczym PPR, rozbieżność co do koncepcji działań ruchu komunistycznego w Polsce. Mołojec uważał, że komuniści powinni zbudować silną organizację wojskową opartą na hasłach przede wszystkim patriotycznych. Komórki komunistyczne istniałyby jedynie jako zarządy polityczne przy jednostkach wojskowych. Zwyciężyła jednak koncepcja reprezentowana przez Nowotkę i Findera, która zakładała budowę silnej partii komunistycznej, której podporządkowany byłby ruch partyzancki.
Nieco inaczej sprawę przedstawia Piotr Gontarczyk. Ocenia, że ustalone przez komisję Duracza dowody winy Mołojca są „na ogół wątpliwe lub wręcz spreparowane”. Szczególnie obciążający miał być fakt, że w swojej depeszy do Dymitrowa z 5 grudnia Mołojec miał ukryć, że to on był obecny przy śmierci Nowotki. Tymczasem jej treść brzmiała: „28 listopada zostaliśmy z Nowotką zatrzymani na ulicy z bronią. Mnie udało się zbiec”. Według niego Mołojca wyeliminowano, ponieważ prawie wszyscy pozostali członkowie kierownictwa poczuli śmiertelne zagrożenie jego bezwzględnymi poczynaniami po śmierci Nowotki (np. domagał się likwidacji kolejnych osób, które oskarżał o zdradę, w tym Jóźwiaka, wysłania Fornalskiej do pracy partyjnej na Śląsk i uzupełnienia zdekompletowanej trójki przywódczej swoim stronnikiem – Kowalskim, co ostatecznie pozbawiałoby Findera, teoretycznego następcy Nowotki, jakiegokolwiek znaczenia). Natomiast co do sprawców zabójstwa Nowotki istnieje wiele hipotez i przypisywanie go Mołojcowi jest mało prawdopodobne (dlaczego np. miałby go dokonać w tak obciążających dla siebie okolicznościach?). Równie dobrze Nowotkę mogli usunąć inni członkowie PPR, którzy potem tworzyli „dowody” winy Mołojca.
W tej sytuacji Moskwa wyznaczyła nowego I sekretarza PPR Witolda Kolskiego (właśc. Barucha Cukiera), który jednak zginął tuż po zrzucie (zawisł na drzewie ze złamaną nogą i zastrzelił się wobec odmowy pomocy ze strony miejscowego chłopa, współpracującego z Niemcami). Wobec tego Dymitrow zaakceptował dotychczas przebywającą w kraju grupę kierowniczą, która o sprawie Kolskiego wówczas w ogóle się nie dowiedziała.
Ostatecznie sekretarzem PPR został Paweł Finder. Na czele Gwardii Ludowej stanął Franciszek Jóźwiak (dokooptowany do KC PPR razem z Władysławem Gomułką).

## Działalność partyzancka w taktyce i strategii PPR

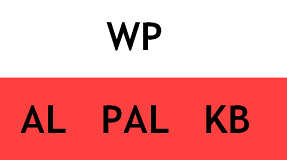
Flaga Połączonych Sił Zbrojnych

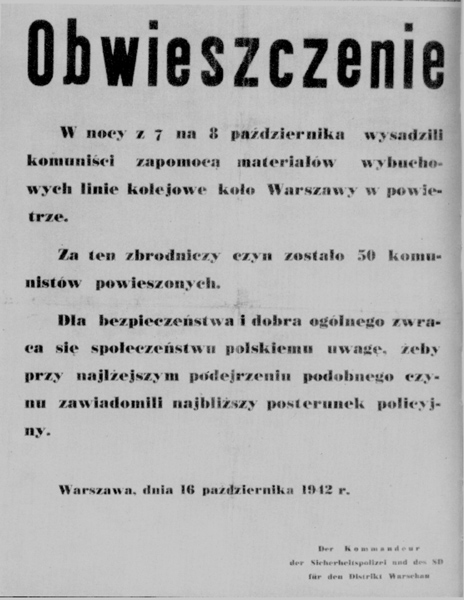
Okupacyjne obwieszczenie dotyczące egzekucji 50 komunistów na Pawiaku

Jednym z głównych celów PPR była początkowo próba wywołania ogólnonarodowego powstania, które pozwoliłoby związać część sił niemieckich na ziemiach polskich i przerwać linie zaopatrzeniowe na wschód.
Działalność Polskiego Państwa Podziemnego skierowana była od chwili jego powstania bezpośrednio po agresji III Rzeszy i ZSRR i okupacji terytorium Rzeczypospolitej przeciw obu agresorom i okupantom. Atak Niemiec na ZSRR został uznany za oczekiwane starcie militarne dotąd współpracujących przeciw Polsce mocarstw. Organ KG AK „Biuletyn Informacyjny” pisał: „W tym, co stało się 22 czerwca 1941 roku, można się dopatrywać wyjątkowego szczęścia, ręce jednego z naszych wrogów rażą drugiego, a obaj zwycięzca i zwyciężony spłyną obficie krwią, wyniszczą się i wyczerpią. (…) To, co stało się 22 czerwca, wyzwala nas od zmory nierównej walki z Moskwą nazajutrz po załamaniu Rzeszy”. Sytuacja polityczna zmieniła się 30 lipca 1941 po zawarciu układu Sikorski-Majski w którym rządy Polski i ZSRR zobowiązały się wzajemnie do udzielenia sobie wszelkiego rodzaju pomocy i poparcia w obecnej wojnie przeciwko hitlerowskim Niemcom.
Według Pantelejmona Ponomarienki – szefa Centralnego Sztabu Ruchu Partyzanckiego przy Stawce Naczelnego Dowództwa Armii Czerwonej (faktycznego dowódcy kierującego sowiecką wojną partyzancką) celem kierownictwa ZSRR powinno być dążenie do „rozpalenia wojny partyzanckiej” w Polsce. Wskazywało na to tzw. „memorandum Pantielejmona Ponomarienki”, skierowane w styczniu 1943 do ścisłego sowieckiego kierownictwa politycznego – m.in. do Stalina i Mołotowa. W myśl dokumentu strategicznym celem, oprócz efektu wojskowego, powinno być maksymalne osłabienie Polskiego Państwa Podziemnego, wykrwawianie kraju i jego ludności i osłabienie sił polskich rękami Niemców. W opinii Pawła Wieczorkiewicza z celów ustalonych w Moskwie być może dowództwo GL nie zdawało sobie w pełni sprawy. Grzegorz Motyka wiąże memorandum Ponomarienki z utworzeniem w lutym 1943 przez Sowietów na Wołyniu złożonego z Polaków oddziału partyzanckiego im. Tadeusza Kościuszki (liczącego do maja 1943 43 osoby), dowodzonego przez Roberta Satanowskiego i nieudaną próbą przerzucenia tego „polskiego” oddziału na teren Generalnego Gubernatorstwa we wrześniu 1943.
Kierownictwo PPR uważało, że walka partyzancka w kulminacyjnym momencie powinna przekształcić się w powstanie powszechne. W jego opinii zwycięskiego powstania nie można było przygotować przez tworzenie oddziałów „na papierze”, teoretyczne ich tworzenie oraz gromadzenie nieprzestrzelanej broni.
Jednocześnie w kilku miastach Gwardia Ludowa przystąpiła do akcji odwetowej w odpowiedzi na falę terroru hitlerowskiego z października 1942 roku. Przeprowadzono szereg zamachów w Warszawie (na lokale niemieckie „Cafe Club” i „Mitropa”, na drukarnie gadzinowego „Nowego Kuriera Warszawskiego”, na kolumnę SA w Alejach Ujazdowskich), Krakowie (na kawiarnie „Nur für Deutsche” „Cyganeria” i „Pawilon”), Radomiu (na niemieckie kino „Apollo”), Łodzi, Rzeszowie i Częstochowie. Po akcji na „Cafe Club” Niemcy zaprzestali akcji publicznego wieszania.

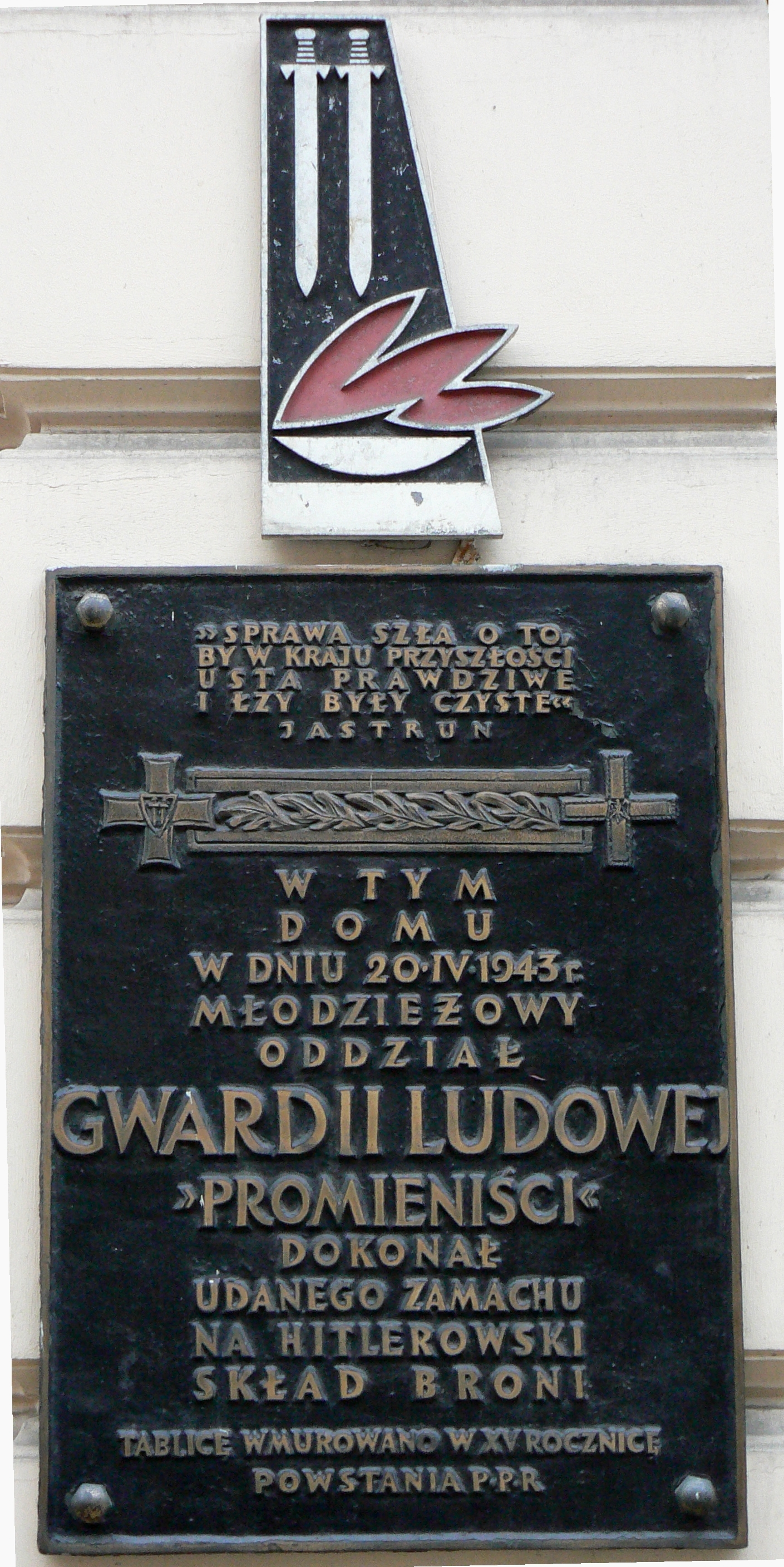
Tablica w Łodzi – obecnie zdemontowana – upamiętniająca dokonanie udanej akcji przez oddział Gwardii Ludowej „Promieniści”

Główny publicysta podziemnej PPR Władysław Bieńkowski pisał: „Plugawe w swej niezaradności jest kłamstwo, jakoby naród, który stawia opór, naród, który na zbrodnię potrafi odpowiedzieć odwetem, łatwiej było wymordować niż ten, który bezwolnie i biernie daje głowę pod nóż (...). Śmieszne i załgane, reakcyjne typy udają, że nie wiedzą, iż na zbrodniarzy hitlerowskich może podziałać tylko groźba wykonana dziś, tylko bezpośredni, a celowo wymierzony odwet za mordy i gwałty...”.
Wobec akcji dywersyjnych oddziałów komunistycznych Niemcy stosowali odwet, kierując się zasadą odpowiedzialności zbiorowej, zakrojoną na dużą skalę m.in. z użyciem pacyfikacji za wszystkie wystąpienia przeciwko oddziałom niemieckim. Terror niemiecki zachęcał społeczeństwo do działań odwetowo-obronnych. W opinii Delegata Rządu komunistyczna dewiza „To trzeba skończyć! Armia Czerwona robi swoje – my musimy także czynić swoje!” robiła wrażenie. Delegat skarżył się w raportach do Londynu, że trudno przeciwstawiać się PPR-owskiej propagandzie, gdy anglosascy politycy ustawicznie składają hołdy Armii Czerwonej i uwypuklają jej rolę w toczącej się wojnie. Kierownik referatu antykomunistycznego Biura Informacji i Propagandy AK przyznawał, że taktyka PPR przynosi zamierzone skutki propagandowe, pozwalając na „zdyskontowanie narastającej już legendy o pierwszeństwie i sile akcji niepodległościowo-zbrojnej” PPR.
Nasilający się terror niemiecki oraz akcje i propaganda komunistów zmuszały AK do skorygowania dotychczasowej strategii. Jeszcze w lipcu 1942 roku gen. Rowecki depeszował do Londynu: „Stosowanie przez Niemców zasady odpowiedzialności zbiorowej masowego terroru jako środka prewencyjnego, sprawia, że naród pod okupacją poniósł wielkie straty mimo biernego zachowania i unikania prowokowania ciosów. Trwanie w tej postawie przez trzy lata umacnia w społeczeństwie psychiczną bierność (…). Nie poddające się bierności aktywniejsze jednostki są wciągane do partyzantki sowieckiej i dostają się pod wpływy komunistyczne. (…) Z tych względów o ile nie otrzymam zakazu, zamierzam począwszy od września 1942 roku podjąć wewnątrz kraju wzmożona akcje dywersyjną, a na wschodzie także partyzantkę”. We wrześniu 1942 roku utworzono Kierownictwo Dywersji AK „Kedyw” z zadaniem prowadzenia wzmożonej akcji dywersyjnej. W grudniu 1942 roku wobec terroru niemieckiego na Zamojszczyźnie oddziały Batalionów Chłopskich i AK przeprowadziły intensywne akcje partyzanckie o charakterze odwetowym. Akcje te odniosły pozytywny skutek, ograniczając terror okupanta. Dowódca AK meldował Naczelnemu Wodzowi: „Nieprzyjaciel jest zdezorientowany, zastraszony, nie reaguje jak dotychczas.(...)jak dotąd walkę nerwów z okupantem wygrywamy. Teraz my likwidujemy Niemców, a represji na razie brak”. PPR wygrywała ten sukces w swojej propagandzie, która wytykała AK bierność. Główny organ prasowy GL „Gwardzista” komentował zmianę taktyki AK: „Jest to wielka zdobycz na drodze do jedności narodu. Obok gwardzistów stanęli do boju żołnierze innych organizacji. Nam nie zależy na monopolu walki. Przeciwnie, pragniemy widzieć cały naród z bronią w ręku. Nie przemilczamy ani nie przechwytujemy sukcesów innych grup walczących. Każde uderzenie w okupanta to krok ku wyzwoleniu, a to jest przecież najistotniejsze”.
Na wiosnę 1943 roku brytyjski Komitet Szefów Sztabów wystosował 20 marca 1943 r. dyrektywę dla SOE, w której zalecał zmianę taktyki odnośnie do sposobów walk stosowanych przez związane z Brytyjczykami ruchy podziemne w Europie, stwierdzając: „Działania partyzanckie winny służyć zmniejszeniu niemieckiego nacisku na Rosję”.
Na początku 1943 PPR wycofała hasło powstania powszechnego, propagując wzmożoną walkę partyzancką, jednak nie miała wówczas wystarczającej militarnej siły, aby zdominować ruch partyzancki i wcielić swoje apele w życie – w istocie większość operacji partyzanckich prowadziła na ziemiach polskich w latach II wojny światowej z powodzeniem Armia Krajowa i jej poprzednik Związek Walki Zbrojnej (formacje te przeprowadziły ogółem w okresie od grudnia 1939 do lipca 1944 ponad 730 000 akcji dywersyjnych i sabotażowych).
ZSRR nieufność wobec PPR rozciągał również na działania zbrojne prowadzone przez podporządkowane jej oddziały zbrojne, które nie otrzymywały wsparcia z zewnątrz. W marcu 1944 roku Gomułka pisał do Moskwy: „Są zadania, których nie spełnimy bez pomocy zewnętrznej. Do AL zgłaszają się formacje wojskowe różnych organizacji politycznych (...). A my nie mamy broni nie tylko dla zgłaszających się formacji, lecz nie mamy jej nawet dla tysięcy dobrych żołnierzy garnizonowych zorganizowanych przez Gwardię Ludową (...). Nie mamy dostatecznej ilości broni (...), nie mamy amunicji (...) dla ok. 2000 naszych partyzantów. (...). Bez broni AL będzie prowadzić żywot suchotniczy, nie zdyskontujemy wojskowo i politycznie tej fali, która do nas przypływa”. Do kierowania ruchem partyzanckim w Polsce powołano w kwietniu 1944 roku Polski Sztab Partyzancki podporządkowany nie PPR w kraju, ale Centralnemu Biuru Komunistów Polski (o którego istnieniu PPR nie wiedział) działającemu w ZSRR na czele z Aleksandrem Zawadzkim. Większe zrzuty radzieckiej broni dla AL nastąpiły dopiero w końcu maja 1944 r. Władysław Gomułka pisał w swych pamiętnikach: „(...) wysyłane przez ZPP do kraju oddziały partyzanckie, złożone z Polaków pochodzących z terenów zabużańskich przyłączonych do ZSRR otrzymywały polecenie, aby nie uznawały wojskowego i partyjnego kierownictwa PPR i AL, lecz działały samodzielnie, utrzymując tylko radiołączność z Moskwą. Co więcej, jak powiedział w rozmowie z przedstawicielami AL na Lubelszczyźnie dowódca przybyłej tam zza Buga brygady partyzanckiej „Jeszcze Polska nie zginęła” Robert Satanowski, otrzymał on od kierownictwa ZPP (CKPB) instrukcję, aby starał się podporządkować sobie działające tam nasze oddziały partyzanckie”.
Gwardia Ludowa, a następnie Armia Ludowa, brała udział w powstaniu zamojskim. W 1944 komuniści uczestniczyli w kontrofensywie skierowanej przeciw niemieckiej operacji Sturmwind I („Wicher I”) w dniach 11–15 czerwca. W walkach uczestniczyła część 1 Brygady AL im. Ziemi Lubelskiej, Brygada AL im. Wandy Wasilewskiej, oddział łącznikowy AL pod dowództwem Leona Kasmana. Podczas powstania między komunistyczną partyzantką a Niemcami doszło do wielu bitw, z których największa odbyła się na Porytowym Wzgórzu. Wówczas oddział partyzancki pod dowództwem Nikołaja Prokopiuka, liczący 3000 żołnierzy, obronił wzgórze znajdujące się pod natarciem liczących 30000 osób oddziałów niemieckich.

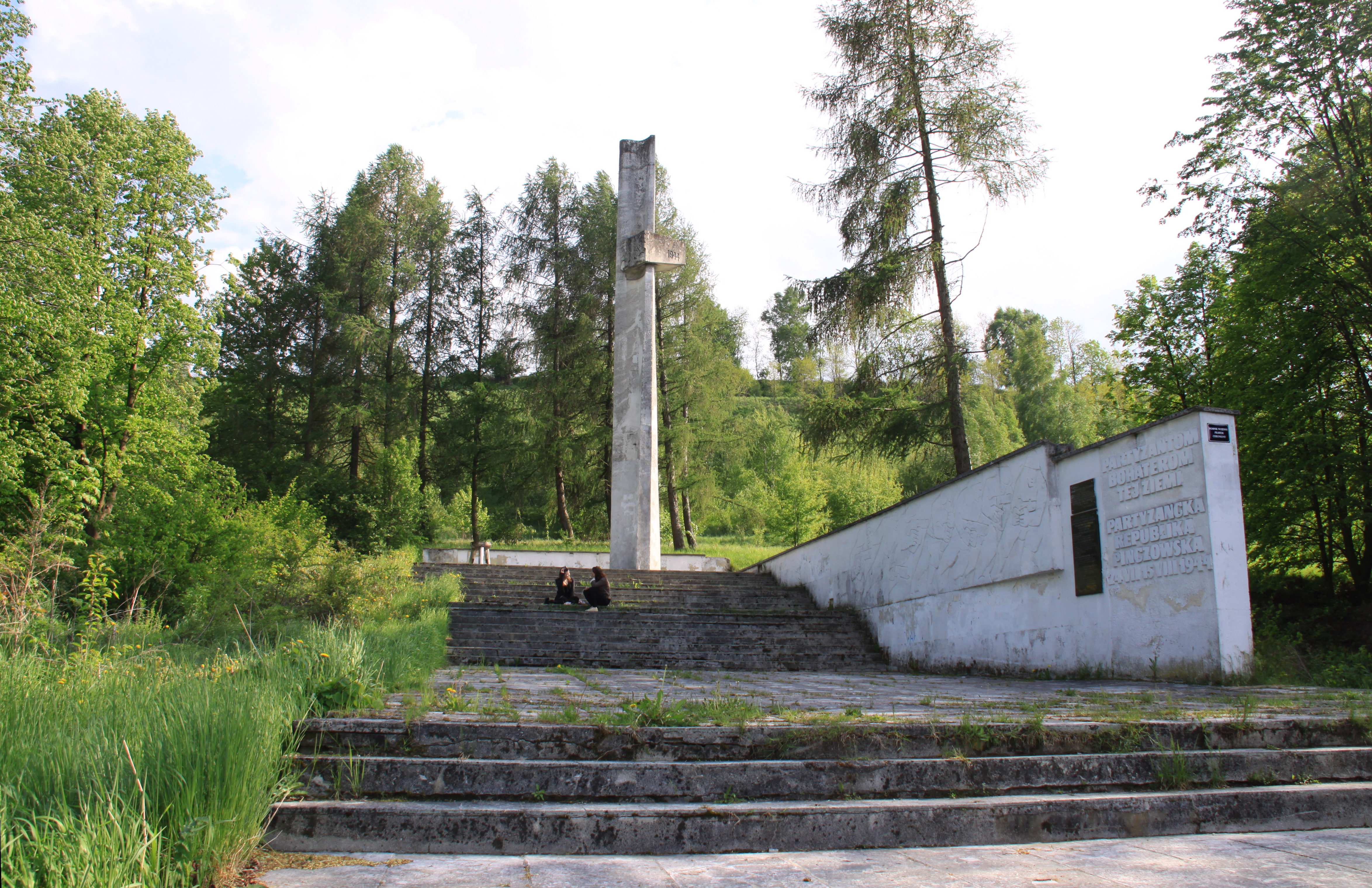
Pomnik bohaterów Republiki Pińczowskiej u podnóża Góry Byczowskiej

Armia Ludowa licznie wzięła udział w powstaniu warszawskim, początkowo wzięło w nim udział około 400 żołnierzy formacji. AL oficjalnie przyłączyła się do walk 2 sierpnia na rozkaz dowódcy okręgu AL Warszawa majora Bolesława Kowalskiego, przy tym podporządkowując się taktycznie AK. Oddziały walczyły głównie na Woli, Starówce (w składzie zgrupowania był także pluton Żydowskiej Organizacji Bojowej), Śródmieściu, Czerniakowie, Żoliborzu. W czasie walk AL zawiązała sojusz wojskowy z Polską Armią Ludową i Korpusem Bezpieczeństwa, tworząc Połączone Siły Zbrojne. 26 września komuniści zawiązali Powstańcze Porozumienie Demokratyczne, w skład którego weszli przedstawiciele Polskiej Partii Robotniczej, Robotniczej Partii Socjalistów Polskich, Związki Walki Młodych, Polskiej Ludowej Akcji Niepodległościowej, Bundu, Związku Syndykalistów Polskich oraz delegaci KRN. Porozumienie uznało zwierzchnictwo Polskiego Komitetu Wyzwolenia Narodowego i wezwało do współdziałania Wojska Polskiego i Armii Czerwonej w wyzwalaniu kraju. W czasie powstania Batalion im. Czwartaków został przemianowany na „4 batalion AL im. Czwartaków”.
Mimo konfliktu z Rządem RP na uchodźstwie i Armią Krajową, oddziały Armii Ludowej wspólnie z Armią Krajową broniły tzw. „Republiki Pińczowskiej”. Republika była terenem przejściowo wyzwolonym przez oddziały AK, AL i BCh. AL i BCh w rządzie republiki były reprezentowane przez organ pod nazwą „Pińczowska Konspiracyjna Powiatowa Rada Narodowa”. Rada Narodowa współrządziła z delegatem powiatowym rządu RP na uchodźstwie i komendantem obwodu AK. Z oddziałów AL na wyzwolonym terenie utworzono 1 Brygadę Armii Ludowej Ziemi Krakowskiej im. Bartosza Głowackiego.

## Relacje między PPR a Polskim Państwem Podziemnym
18 lutego 1943 r. przy ulicy Zielnej 15 w Warszawie rozpoczęły się pierwsze i ostatnie rozmowy przedstawicieli Delegatury Rządu z PPR. Dalszy ich ciąg odbył się 22 i 25 lutego (zainicjowanie tych rozmów z inicjatywy PPR było na początku lat 50. jednym z elementów oskarżenia przeciwko Władysławowi Gomułce o odchylenie prawicowo-nacjonalistyczne). O ich podjęciu zadecydowało stanowisko delegata rządu Jana Piekałkiewicza. Generał Rowecki nie zgłosił sprzeciwu. W rozmowach tych PPR reprezentowana była przez Władysława Gomułkę oraz Jana Strzeszewskiego (Gwardia Ludowa). Delegaturę reprezentował Stefan Pawłowski, dyrektor Biura Prezydialnego Delegatury, oraz Eugeniusz Czarnowski z Biura Informacji i Propagandy KG AK. Z zachowanej notatki, jaką przedstawiciele Delegatury sporządzili dla swoich władz, wynika, iż PPR wysunęła następujące propozycje:.
- zawiązanie współpracy na gruncie walki z okupantem[82];
- podjęcie współpracy politycznej na następujących warunkach: 1. przyznanie PPR wpływu na sprawy polityczne na równi z innymi organizacjami, odpowiednio do reprezentowanej przez nią siły politycznej; 2. porozumienie stronnictw politycznych, ponieważ Polityczny Komitet Porozumiewawczy nie odzwierciedla całej opinii w kraju; 3. utworzenie jeszcze w czasie okupacji rządu w kraju, który stałby się wyrazicielem opinii, zastąpiłby rząd emigracyjny, przeprowadził powstanie i zwołał Konstytutanę; 4. odrzucenie współpracy z sanacją i ONR[82].

PPR stwierdziła, że wychowuje swoich członków w duchu ideologii marksistowsko-leninowskiej, nie jest jednakże związana z Kominternem. Dąży do zmiany ustroju, ale nie rezygnuje z przemian drogą konstytucyjną. Od Delegatury PPR oczekiwała odpowiedzi, czy pozostanie nadal poza oficjalnym układem sił politycznych, czy też stanie się ich częścią.
Odrzucenie jej propozycji traktowane będzie jako pozostawienie PPR wolnej ręki. Ze względu jednak na główny cel partii - walkę o wolność - PPR skłonna jest do porozumienia nawet na węższym odcinku, np. w zakresie współpracy w czynnej walce cywilnej, jak duże sabotowanie, dywersja itp.
W trakcie spotkania delegaci PPR przedstawili dowody sporządzania list proskrypcyjnych działaczy komunistycznych przez organa związane z Delegaturą.
Głównym powodem niezgody między obozem londyńskim a PPR był ich radykalnie inny stosunek do ZSRR. Obóz londyński miał zamiar odbudowywać Polskę w oparciu o Zachód (mimo iż Churchill uznawał, że powojenna Polska musi być związana z ZSRR), a PPR w oparciu o ZSRR. Obie strony zgadzały się, że w Polsce są konieczne zmiany społeczne i gospodarcze. Jak twierdzi prof. Ciechanowski – być może gdyby obóz londyński zmienił swój stosunek do ZSRR to PPR poszedłby na współpracę (przynajmniej tymczasową).
W 1942 roku specjalna komórka aktywistów PPR zajmowała się także inwigilacją działaczy podziemia niepodległościowego i żołnierzy AK oraz innych organizacji konspiracyjnych. Celem tych akcji było rozbicie niekomunistycznych organizacji konspiracyjnych, w szczególności Armii Krajowej. Działalnością wywiadowczą wobec PPR zajmował się Wydział Bezpieczeństwa Departamentu Spraw Wewnętrznych Delegatury Rządu RP na Kraj. Członek tego wydziału Leon Berdych raportował z posiedzenia tej komórki: „(...) wskazano przede wszystkim na narastające niebezpieczeństwo komunistyczne. (...) Kierownik Wydziału Bezpieczeństwa podkreślił, że służba wywiadowcza przeciwko komunizmowi musi być o wiele lepiej rozbudowana. (...) Szczególnie wskazał na działalność komunistyczną Żydów w warszawskim getcie.(...) Aktywizacja walki z bolszewizmem została ujęta w następujące punkty: a) Siatki wywiadowcze wszystkich organizacji patriotycznych, a szczególnie polskich organizacji wojskowych, muszą być wciągnięte poprzez Służbę Bezpieczeństwa Delegatury Rządu do walki z komunistami. b) Aktualne kontakty do polskiej policji mundurowej i policji kryminalnej muszą być bardziej zaktywizowane do walki z komunizmem. c) Po dalszej rozbudowie własnej siatki wywiadowczej w PPR należy w najbliższym czasie wydać czasopismo pseudokomunistyczne. Podkreślając te postanowienia, kierownik Wydz. Bezpieczeństwa oświadczył, że wydał poszczególnym współpracownikom polecenie nawiązania kontaktu z policją bezpieczeństwa (gestapo) w celu wydania jej ujawnionych już terrorystów komunistycznych”.
Pierwotnie PPR nie zakładała bezpośredniego konfliktu z ugrupowaniami podziemnymi i rządem w Londynie. PPR oficjalnie uznawała ten rząd, nigdy nie atakując premiera Sikorskiego, jednocześnie jednak prowadząc w kraju kampanię propagandową wymierzoną w przedstawicieli rządu polskiego w Londynie (Delegatura Rządu na Kraj) i ich politykę. Organ PPR stwierdzał w lutym 1943 roku „(…) stosunek PPR do rządu gen. Sikorskiego (…) nie uległ zmianie. W warunkach okupacji i utraty niepodległości celowe jest istnienie rządu na emigracji dla utrzymania stosunków z państwami sojuszniczymi oraz dla organizacji siły zbrojnej poza granicami kraju. Pod tym względem rząd londyński może wykazać się pozytywnym dorobkiem”. 15 stycznia KC PPR wystosował list otwarty do Delegatury Rządu z propozycją rozmów. Nawiązano bezpośredni kontakt z Politycznym Komitetem Porozumiewawczym (PKP) reprezentującym ugrupowania niepodległościowe w kraju. Inicjatywa prezentowana przez głównego negocjatora ze strony PPR Gomułkę zawierała propozycję utworzenia frontu ludowego celem rozpoczęcia walk partyzanckich mających odciążyć front wschodni. Inicjatywa rozmów spotkała się z przychylnym stanowiskiem ludowców, Polskich Socjalistów i Stronnictwa Pracy. Negatywne stanowisko zajęli endecy oraz PPS-WRN (w tym czasie nie wchodziła w skład PKP). Negatywnie odnieśli się do rozmów również reprezentanci Komendy Głównej AK. Raport BiP stwierdzał „PPR skłonna będzie iść na najdalsze kompromisy aby tylko zdobyć grunt pod nogami: wzmożenie walk i legalizację”. Inicjatywę PPR określono jako „grę”. Instrukcja do rozmów zaakceptowana przez gen. Roweckiego wskazywała „Zasadniczo działalność PPR jest dla nas szkodliwa i niepożądana. Nie jest nam potrzebna ta forma pomocy.(…) Samo istnienie ukrytej agendy sowieckiej, jaką jest PPR jest dowodem nielojalności ZSRR. (…) Musimy więc ją zneutralizować. Wobec tego nasz cel rozmów z PPR streszcza się do ograniczenia swobody ruchów PPR(…). Zmusić to powinno do: 1) uznania przedstawicielstwa Rządu i Zwierzchnika Sił Zbrojnych w Kraju, 2) podporządkowania się ich dyrektywom i zaniechania samodzielnej akcji antyniemieckiej, 3) zaniechania agitacji przeciwko Pełnomocnikowi Rządu i Zwierzchnikowi Sił Zbrojnych w Kraju, 4) podporządkowania swej roboty wojskowej na warunkach ogólnych obowiązujących wszystkie organizacje niepodległościowe”. Delegatura Rządu zażądała także zadeklarowania przez PPR, iż stoi „na gruncie nienaruszalności polskich granic na wschodzie”. Rozmowy rozpoczęły się w lutym 1943 r. Na żądania przedstawione wobec PPR Gomułka stwierdził, że warunkiem porozumienia jest porzucenie polityki bierności poprzez aktywizację walki z niemieckim okupantem w ramach samoobrony przed terrorem (pacyfikacja Zamojszczyzny, likwidacja gett) oraz dopuszczenie przedstawicieli GL do Sztabu Głównego ZWZ i AK przy zachowaniu samodzielności organizacyjnej oddziałów GL. Postulowano również utworzenie nowego rządu w kraju (deklarując brak zastrzeżeń do gen. Sikorskiego), który zastąpiłby rząd emigracyjny i reprezentował wszystkie siły polityczne w tym PPR, ale z wyłączeniem sanacji i ONR. Jednocześnie zadeklarowano, że PPR nie jest związana z Kominternem. Zażądano jednocześnie zaprzestania praktyki zbierania danych o działaczach PPR przez wywiad AK. Gomułka pisał w tym czasie „Nie jest dla nas tajemnicą, kto i gdzie preparuje listy z nazwiskami członków naszej partii, by ich wydać w ręce gestapo.(…) Jedni tę podłą robotę robią a drudzy o tej podłości milczą”. 19 lutego gestapo aresztowało przychylnego rozmowom Delegata Rządu Jana Piekałkiewicza, a jego następca Jan Stanisław Jankowski był przeciwnikiem porozumienia. PKP opuścili też Polscy Socjaliści, których miejsce zajął PPS-WRN. Wreszcie 25 kwietnia zerwano stosunki polsko-radzieckie w związku z odkryciem grobów w Katyniu. W tej sytuacji Krajowa Reprezentacja Polityczna (zastąpiła PKP) na wniosek reprezentanta PPS-WRN Kazimierza Pużaka, przy sprzeciwie ludowców, postanowiła o zaprzestaniu rozmów z PPR, argumentując to przede wszystkim stanowiskiem PPR dopuszczającym zmianę granicy wschodniej „(…) wtedy, gdy Naród Polski po czterech latach bezkompromisowych zmagań o Niepodległość i całość Rzeczypospolitej – jednomyślnie odrzuca i potępia wszelkie zamiary naruszenia granic Państwa Polskiego (…) jako próby nawrotów do haniebnych rozbiorów Polski z 1939 r.”. Podkreślono, że PPR nie odniosła się „dostatecznie pozytywnie” do żądań zadeklarowania całkowitej niezależności od „pozapolskich ośrodków dyspozycyjnych” oraz gotowości do „bezkompromisowej walki z każdym ktokolwiek, by nim był, najeźdźcą na ziemi Rzeczypospolitej”. „W tym stanie rzeczy, gdy PPR postawiła siebie poza nawiasem społeczeństwa polskiego, i to w sprawach tak istotnych, jak niepodległość i całość Państwa Polskiego, dalsze rozmowy z PPR-em są niemożliwe i z winy PPR bezcelowe”. Zerwanie rozmów oznaczało fiasko lansowanej przez Komintern strategii frontu narodowego na gruncie polskim.
Ocena przyczyn i skutków zerwania rozmów jest niejednolita. Fiasko rozmów zakładały z góry władze podziemne. Sam Gomułka stwierdzał, że warunki postawione przez przedstawicieli władz podziemnych „były obliczone na zerwanie rozmów, oznaczały faktycznie domaganie się od PPR bezwarunkowej kapitulacji politycznej”. Niektórzy historycy twierdzą, że fiasko rozmów nastąpiło z powodu postawienia przez PPR żądań w większości niemożliwych do spełnienia a celem rozmów zainicjowanych przez PPR było zalegalizowanie PPR w układzie sił podziemia niepodległościowego w kraju, zdyskontowanie polityki rządu emigracyjnego w Londynie oraz skompromitowanie Armii Krajowej. Inni stwierdzają, iż nie godząc się na jakąkolwiek współpracę z polskimi komunistami, władze obozu londyńskiego popełniły zasadniczy błąd, gdyż pozbawiły się wpływu na politykę i oblicze PPR. Kierownictwo Państwa Podziemnego prawdopodobnie sądziło, że wyraźnie odcinając się od PPR doprowadzi do jej całkowitej izolacji w społeczeństwie. Tak się jednak nie stało.
Po załamaniu się rozmów retoryka PPR zaostrza się. PPR rozpoczęła kampanię propagandową przeciwko AK, oskarżając ją o „hańbiącą bezczynność i zbrodnicze stanie z bronią u nogi”. W uchwałach programowych KC PPR pod tytułem „Na progu 1943 r.” czytamy: „Masy pracujące zdecydowane są nie dopuścić do dawnych, sanacyjnych form ustrojowych, kiedy Polska była folwarkiem obszarników i bankierów rodzimych i zagranicznych, macochą natomiast dla ludu pracującego. Klasa robotnicza i jej sojusznicy(…) zdecydowani są wyciągnąć naukę z przeszłości i walczyć o prawdziwie wolną i niepodległą Ojczyznę, bez obszarników i bez wyzysku człowieka przez człowieka, bez obozów koncentracyjnych i bez gett (…)”. Zaostrzyła się również retoryka w stosunku do władz AK. W liście do kilku organizacji lewicowych w czerwcu 1943 r., odnosząc się do walki o niepodległość, stwierdzano, że „Na uboczu od walki stoją reakcyjne organizacje polityczne i wojskowe, w tej liczbie i oficjalne siły zbrojne”. W listopadzie 1943 r. kierownictwo GL określa przywódców AK „zbankrutowanymi twórcami OZONu i konstytucji kwietniowej, strzegącymi zazdrośnie swych egoistycznych interesów klasowych”.
We wrześniu 1943 r. dowódca AK gen. Komorowski „Bór” wydał rozkaz nakazujący oddziałom AK „występować zbrojnie przeciwko elementom (...) wywrotowo-bandyckim”. PPR uznała ten rozkaz jako skierowany przeciwko sobie, ponieważ struktury oficjalne Podziemnego Państwa Polskiego uznawały tę partię za „nielegalną” i „wywrotową”. AK gwałtownie zaprzeczyło takim posądzeniom uznając, że mają one na celu „dyskredytowanie AK”, stwierdzając jednocześnie, że akcję zbrojną prowadzą przeciwko PPR oddziały NSZ. Gomułka depeszował do polskich komunistów w Moskwie, że AK „odżegnywa się od wojny domowej”, ale jednocześnie stwierdzał, że „brudną robotę” powierzono w tym względzie NSZ.
Dowództwo AK dostrzegało zmieniające się nastroje w kraju z korzyścią dla PPR. W listopadzie 1943 r. Komorowski „Bór” zameldował do Londynu, że „stan potencjalny i liczebność komuny został nie tylko utrwalony, lecz zwiększony”. Stawała się ona coraz bardziej „dynamiczną”, a jej siła bojowa wzrastała w „tempie dotąd nieobserwowanym”. W raportach kierowanych do Londynu w grudniu 1943 r. stwierdzano: „Część opinii zarzuca czynnikom oficjalnym bierność (...). W masach pojawia się skłonność traktowania Sowietów jako wybawców od terroru niemieckiego (...). PPR i jej Armia Ludowa wzrastają, wykorzystując nastroje i dezorganizację.(...) Pod wpływem terroru niemieckiego i zwycięstw rosyjskich w społeczeństwie słabnie postawa antysowiecka, a budzą się nastroje witania Sowietów jako zbawców. (...) Problem ewentualnego wkroczenia do Kraju Czerwonej Armii powoduje silniejsze niż dotąd akcentowanie momentów socjalnych (...) co z kolei wywołuje wzrost antagonizmu klasowo-politycznego umożliwiająć komunistom zohydzanie czynników oficjalnych jako reakcji społeczeństwa. (...) Propaganda PPR (...) operuje ostatnio zarzutem, że władze polskie mimo obietnic nie mają zamiaru realizacji przebudowy. W warstwach niewyrobionych politycznie propaganda ta jest dość skuteczna i może w pewnych okolicznościach odsunąć elementy radykalne spod wpływu i kierownictwa czynników oficjalnych”.
W maju 1942 r. w Zagłębiu Dąbrowskim zawarte zostało porozumienie o współpracy wojskowej między PPR a PPS (WRN) reprezentowanych przez Cezarego Uthke i Anastazego Kowalczyka.
Latem 1942 r. PPR zainicjowała rozmowy z kierownictwem Polskich Socjalistów. Podczas tych rozmów PPR zaproponowała im nawiązanie współpracy w walce przeciwko hitlerowskiemu okupantowi. W spotkaniach tych ze strony PPR uczestniczyli Paweł Finder, Jerzy Albrecht a ze strony PS Henryk Wachowicz i Piotr Gajewski. Aresztowania członków PS jesienią 1942 r. spowodowały przerwanie tych rozmów.
Działacze komunistycznego podziemia współpracowali również z żydowskim ruchem oporu. Bohater powstania w getcie warszawskim Icchak Cukierman „Antek” pisał w swoich pamiętnikach: „W okresie Zagłady (...) tymi, którzy zdobyli nasze zaufanie i pomagali nam, na ile pozwalały ich skromne możliwości, byli polscy komuniści. (..) Darzyli nienawiścią Polskę sanacyjną, faszystowską (...) byli przede wszystkim polskimi patriotami, którzy chcieli nowej Polski; oni byli jedyną siłą, na której my mogliśmy się oprzeć (...)”. Israel Gutman i Szmuel Krakowski, pochodzący z Polski historycy izraelscy, twierdzą, że w wielu regionach Polski Gwardia Ludowa była jedyną siłą sojuszniczą, na której partyzanci żydowscy mogli polegać. Wymieniają dziesięć oddziałów żydowskich Gwardii Ludowej/Armii Ludowej i 13 jednostek tych ugrupowań, w których Żydzi stanowili przynajmniej początkowo, ponad jedną trzecią partyzantów(...). AK odmówiło pomocy konspiracji żydowskiej w getcie białostockim i wileńskim w związku z tym, że działali w nim również komuniści.
Paradoksalnie, powstanie PPR umożliwił układ Sikorski-Majski z 1941 roku (podpisany po inwazji Niemiec na ZSRR w dniu 22 czerwca 1941).

## Prasa PPR
Prasa centralna
- Trybuna Wolności
- Trybuna Chłopska
- Okólnik Polskiej Partii Robotniczej
- Przegląd Tygodnia
- Przegląd Prasowy
- Wiadomości Codzienne

Konspiracyjna prasa terenowa PPR
- Ajnikajt (Jedność) – pismo Komitetu Dzielnicowego PPR w getcie warszawskim
- Der Arbajter (Robotnik) – pismo Komitetu Dzielnicowego PPR w getcie warszawskim
- Biuletyn – pismo Komitetu Dzielnicowego PPR w Żyrardowie
- Biuletyn Radiowy – pismo Komitetu Warszawskiego PPR
- Biuletyn Radiowy Polskiej Partii Robotniczej – pismo Komitetu Obwodowego PPR w Łodzi
- Chłopska Prawda – pismo Komitetu Obwodowego PPR w Krakowie
- Chłopskie Jutro – pismo Komitetu Obwodowego PPR w Łodzi
- Cum Kampf (Do Walki) – pismo Komitetu Dzielnicowego PPR w getcie
- Czerwony – pismo PPR w okręgu radomskim
- Czyn – pismo PPR w Czudcu (pow. Rzeszów)
- Echo Trybuny Ludowej – pismo Komitetu Okręgowego PPR w Kielcach
- Funk (Iskra) – pismo Komitetu Dzielnicowego PPR w getcie warszawskim
- Gazeta Chłopska – pismo Komitetu Okręgowego PPR w Kielcach
- Głos Częstochowy – pismo Komitetu Okręgowego PPR w Częstochowie
- Głos Ludowy – pismo Komitetu Powiatowego PPR w Grójcu
- Głos Łodzi – pismo Komitetu Okręgowego PPR w Łodzi
- Głos Mazowsza – pismo Komitetu Okręgowego PPR w Płocku
- Głos Miechowa – pismo Komitetu Okręgowego PPR w Miechowie
- Głos Poznania – pismo Komitetu Okręgowego PPR w Poznaniu
- Głos Warszawy – pismo Komitetu Warszawskiego PPR
- Głos Wolności – pismo Komitetu Okręgowego PPR w Rzeszowie
- Hamer (Młot) – pismo Komitetu Dzielnicowego PPR w getcie warszawskim
- Informator Robotników Przemysłu Skórzanego – pismo Komitetu Warszawskiego PPR
- Jedność Chłopsko-Robotnicza – pismo Komitetu Okręgowego PPR w Rzeszowie
- Kolejarz Polski – pismo Komitetu Warszawskiego PPR
- Ku Wolności – pismo Komitetu Okręgowego PPR w Rzeszowie
- Kuźnia – pismo Komitetu Obwodowego PPR na Śląsku
- Kuźnia Robotnicza – pismo PPR na Śląsku
- Literatura Walcząca – pismo Komitetu Warszawskiego PPR
- Metalowiec Warszawski – pismo Komitetu Warszawskiego PPR
- Na straży – pismo PPR w okręgu rzeszowskim
- Nasza Trybuna – pismo Komitetu Okręgowego PPR w Miechowie
- Okólnik – pismo Komitetu Obwodowego PPR w Łodzi
- Ostatnie Wiadomości – pismo Komitetu Okręgowego PPR w Lublinie
- Piorun – pismo Komitetu Powiatowego PPR w Łowiczu
- Przegląd – pismo Komitetu Okręgowego PPR we Lwowie
- Przełom – pismo Komitetu Warszawskiego PPR
- Razem na Niemca – pismo Komitetu Powiatowego PPR w Puławach
- Realizacje – pismo Komitetu Warszawskiego PPR
- Robotnik Drzewny – pismo Komitetu Warszawskiego PPR
- Słowa Prawdy – pismo PPR na terenach lewobrzeżnych
- Strzały – pismo PPR w getcie warszawskim
- Tramwajarz – pismo Komitetu Warszawskiego PPR
- Trybuna Lubelska – pismo Komitetu Obwodowego PPR w Lublinie
- Trybuna Ludowa – pismo Komitetu Obwodowego PPR w Krakowie
- Trybuna Ludu – pismo Komitetu Obwodowego PPR w Krakowie
- Trybuna Ludu – pismo Komitetu Obwodowego PPR w Łodzi
- Trybuna Ludu – pismo Komitetu Okręgowego PPR w Piotrkowie Trybunalskim
- Trybuna Podkarpacka – pismo Komitetu Okręgowego PPR w Gorlicach
- Trybuna Robotnicza – pismo Komitetu Okręgowego PPR w Bielsku
- Trybuna Śląska – pismo Komitetu Okręgowego PPR w Bielsku
- Trybuna Śląska – pismo Komitetu Okręgowego PPR w Zagłębiu Dąbrowskim. Mutacja „Trybuny Zagłębia” dla okręgu katowickiego.
- Trybuna Wolności – pismo Komitetu Okręgowego PPR w Częstochowie
- Trybuna Wolności – pismo Komitetu Okręgowego PPR w Zagłębiu Dąbrowskim
- Trybuna Zagłębia – pismo Komitetu Okręgowego PPR w Zagłębiu Dąbrowskim
- Trybuna Ziemi Lubelskiej – pismo Komitetu Okręgowego PPR w Lublinie
- Walka Ludu – pismo Komitetu Okręgowego PPR w Lublinie
- Wiadomości – pismo Komitetu Obwodowego PPR w Lublinie
- Wiadomości Codzienne – pismo Komitetu Okręgowego PPR Warszawa-Prawa Podmiejska
- Za Wolność – pismo Komitetu Okręgowego PPR w Chrzanowie

## Przejęcie kierownictwa PPR przez Gomułkę i utworzenie KRN
14 listopada 1943 roku Gestapo aresztowało Pawła Findera i Małgorzatę Fornalską. 23 listopada na posiedzeniu KC PPR, w którym uczestniczyli Gomułka, Bierut, Jóźwiak, Chełchowski i Loga-Sowiński, dokonano wyboru nowego sekretarza PPR. Jóźwiak zgłosił kandydaturę Bieruta, a Loga-Sowiński Gomułki. Za kandydaturą Bieruta głosował tylko Jóźwiak. Po tym głosowaniu Bierut zgłosił jeszcze Jóźwiaka. I za tą kandydaturą głosował tylko wnioskodawca. W trzecim głosowaniu wszyscy poparli Władysława Gomułkę. Objęcie stanowiska przez Gomułkę odbyło się bez wiedzy Kominternu w związku z utratą łączności z Moskwą (organizatorką łączności była Fornalska, a szyfry posiadał Finder).
Jeszcze w listopadzie 1943 roku Gomułka sformułował treść nowego manifestu programowego PPR „O co walczymy? Deklaracja Programowa Polskiej Partii Robotniczej”, w której PPR odmawiała legalizmu rządowi w Londynie i Delegaturze. Licząc, po zwycięstwie Związku Radzieckiego pod Stalingradem i na łuku kurskim oraz po zerwaniu stosunków między rządem w Londynie a Moskwą, a także po fiasku rozmów z Delegaturą prowadzonych na początku 1943 r., że radykalna lewica będzie odgrywać decydującą rolę w powojennej Polsce, Gomułka, w okresie braku łączności z Moskwą (wcześniej Finder czekał na akceptację Dymitrowa w tej kwestii) podjął decyzję o utworzeniu zalążka nowego, istniejącego na terenie kraju, ośrodka władzy państwowej. Podstawę programową tego ośrodka stanowił „Manifest demokratycznych organizacji społeczno-politycznych i wojskowych w Polsce” ogłoszony 15 grudnia 1943 roku. Zawierał on oskarżenia pod adresem rządu w Londynie i „jego krajowej ekspozytury” o „ciężkie sprzeniewierzenie się interesom narodu i państwa polskiego”. Zakładał przyjaźń i współpracę ze wszystkimi aliantami, a odnośnie do ZSRR natychmiastowe wznowienie stosunków na podstawie przyjaźni i współpracy. Obiecywał włączenie do państwa polskiego ziem „zgermanizowanych przemocą”, a na wschodzie ustalenie granicy „zgodnie z wolą ludności”. Zapowiadał powołanie Rządu Tymczasowego i pięcioprzymiotnikowe wybory do Zgromadzenia Narodowego. Co do kwestii gospodarczych, zakładał wywłaszczenie bez odszkodowania wielkiej własności ziemskiej i oddanie chłopom oraz robotnikom rolnym ziemi obszarniczej, a także nacjonalizację wielkiego przemysłu i handlu. Pierwotnie PPR nie uzyskał poparcia żadnej innej organizacji dla „Manifestu”.
Mimo to w noc sylwestrową 1943 roku powołano Krajową Radę Narodową. Przewodniczącym KRN został Bolesław Bierut a wiceprzewodniczącym działacz RPPS Edward Osóbka-Morawski (nie reprezentował wtedy swojej partii). Utworzenie KRN nazwał Gomułka po latach swoistym „zamachem stanu w podziemiu”.
Utworzenie KRN wiązało się też z konfliktem Gomułki z Bierutem. Gomułka uważał, że kluczową sprawą dla komunistów w Polsce jest pozyskanie autentycznego poparcia społecznego (stąd ciągłe próby rozmów z lewicowymi socjalistami z RPPS i ludowcami w celu włączenia ich do KRN). Bierut uznawał za najważniejsze wkroczenie do Polski Armii Czerwonej i jej poparcie dla przemian ustrojowych”.
Reakcja rządu RP na uchodźstwie i struktur Polskiego Państwa Podziemnego na utworzenie KRN była natychmiastowa i stanowcza. 9 stycznia 1944 r. utworzono Radę Jedności Narodowej (stanowiącą w strukturze państwa podziemnego odpowiednik parlamentu) złożoną z głównych ugrupowań politycznych w kraju (PPS, SL, SN, SP). W specjalnej odezwie 23 stronnictwa i organizacje polityczne oraz społeczne napiętnowały PPR jako agenturę, oddającą Moskwie polskie ziemie wschodnie i godzącą w najżywotniejsze interesy państwa i narodu polskiego. Jeden z fragmentów odezwy stwierdzał: Według dyrektyw zewnętrznych i niepolskiego ośrodka decyzyjnego, maskując swoje istotne cele i poruczone przez swych mocodawców zadania, obłudnie nadużywając haseł patriotycznych i narodowych, komunistyczna PPR i jej ekspozytura w rodzaju rzekomo „polskiej Armii Ludowej”, deklarują gotowość oddania ziem wschodnich Rzeczypospolitej Rosji [...] zwalczają rząd i armię polską i ich odpowiedniki w kraju, w dążeniu zaś do osłabienia i rozbicia sił narodowych, powołują Krajową Radę Narodową [...] Niezależnie od nikłości i znaczenia, jakie faktycznie reprezentować mogą powyższe, obliczone na rozgłos zewnętrzny, fikcyjne instytucje, należy mocno i zdecydowanie napiętnować akcję PPR jako zdradę Narodu i Państwa Polskiego. [...] O sprawach politycznych decyduje naród, a nie obca agentura'”. Jednocześnie powołano Komitet Antykomunistyczny (Antyk) mający zajmować się propagandą antykomunistyczną, zaś w odpowiedzi na obietnice socjalne i projekty reform społecznych zawarte w deklaracji PPR „O co walczymy” – wydano deklarację RJN „O co walczy naród polski”.
Nie wiedząc o powstaniu KRN, Stalin i polskie środowiska komunistyczne w ZSRR na czele z Wandą Wasilewską i Alfredem Lampe w tym samym czasie planowały powołanie Polskiego Komitetu Narodowego na bazie Związku Patriotów Polskich, jako zalążka ośrodka władzy w przyszłej Polsce alternatywnego dla rządu w Londynie. Pierwszy zarys programowy tego ośrodka powstał w środowisku dowództwa 1 Dywizji im. Tadeusza Kościuszki (tzw. Tezy nr 1); opracowany został przez Jakuba Prawina i Włodzimierza Sokorskiego przy aprobacie gen. Berlinga. Pomijał jakąkolwiek rolę PPR i innych organizacji politycznych przy tworzeniu nowej władzy w Polsce zakładając, że będzie ją sprawować armia (tzw. demokracja zorganizowana). Jednak przeważyły wpływy głównego ideologa polskich komunistów w ZSRR Alfreda Lampego.
Informacje o wyborze Gomułki na sekretarza PPR i o powstaniu KRN dotarły do Moskwy za pośrednictwem nieprzychylnego Gomułce i nie chcącego się podporządkować PPR Leona Kasmana, działacza Kominternu, który został przerzucony z ZSRR z grupą partyzancką na teren Lubelszczyzny celem nawiązania z PPR zerwanego kontaktu. Gomułka w liście kierowanym do Moskwy stwierdzał m.in.: „Tworząc KRN, PPR wychodzi z założenia, że w sprawach dotyczących kraju mogą decydować tylko czynniki wyłonione w kraju lub przez kraj powołane. (…) doszła nas wiadomość, że ZPP organizuje polityczną reprezentację narodu polskiego na zewnątrz. (…) Dla pracy KRN na zewnątrz kraju reprezentacja zewnętrzna jest konieczna. Podjęte niezależnie od siebie inicjatywy utworzenia KRN przez nas w kraju i reprezentacji politycznej na zewnątrz przez ZPP mogą się świetnie uzupełniać przy zastosowaniu pewnych warunków. (…) Obawiamy się, że aby nieskoordynowane posunięcia przez nas w kraju, oraz przez was za granicą, nie powodowały pewnego zamieszania w naszej pracy”.
Linia polityczna Gomułki wzbudziła nieufność w Moskwie. Na przełomie stycznia i lutego 1944 Sekretariat KC WKP(b) utworzył niejawne Centralne Biuro Komunistów Polski, które przejęło rolę łącznika między WKP(b) a ZPP i w zamierzeniu twórców miało kierować krajowym ruchem komunistycznym. Przewodniczącym Biura był Aleksander Zawadzki, sekretarzem Stanisław Radkiewicz, zaś członkami: Wanda Wasilewska, Karol Świerczewski, Jakub Berman, a pełnomocnikami Hilary Minc i Stefan Wierbłowski. CBKP było strukturą tajną, a jego skład personalny był utajniony nawet wobec poinformowanych o samym fakcie jego istnienia. O jego istnieniu władze PPR dowiedziały się w początkach sierpnia 1944 w Lublinie, zaś sekretarz generalny PPR Władysław Gomułka 18 lipca 1944 w Warszawie, z pierwszej depeszy otrzymanej przez PPR od CBKP poprzedniego dnia. W sierpniu 1944 CBKP stworzyło większość w utworzonym wówczas, również tajnym, Biurze Politycznym PPR. Do BP PPR weszli wtedy: Władysław Gomułka, Bolesław Bierut, Jakub Berman, Hilary Minc i Aleksander Zawadzki (trzej ostatni ze składu CBKP). Bolesław Bierut, wchodząc do tajnego Politbiura PPR, na polecenie Józefa Stalina występował do roku 1948 publicznie jako osoba bezpartyjna.
CBKP zarzucało odejście od linii „frontu narodowego” poprzez wysunięcie hasła budowy Polski Ludowej oraz nacjonalizacji przy braku gwarancji indywidualnej własności ziemi oraz drobnej i średniej własności w przemyśle i handlu. CBKP proponowało inaczej niż PPR wywłaszczenia ziemskie za odszkodowaniem oraz parcelację gospodarstw powyżej 100 ha (PPR – 50). Z uwagi na uwarunkowania międzynarodowe „(…) hasło Polski Ludowej (…) jest nie do przyjęcia jako nieskoordynowane z linią polityczną w skali ogólnej” – brzmiała depesza Jakuba Bermana do KC PPR.
Odpowiedź na zarzuty płynące z Moskwy przesłał Gomułka za pośrednictwem delegacji KRN, która w składzie: Spychalski, Osóbka-Morawski, Sidor udała się do Moskwy. Pisał „Fakt, że PPR nie udało się dotychczas doprowadzić w Polsce do stworzenia frontu na wzór Jugosławii, Czechosłowacji lub Francji, nie wynika ani z sekciarskiej pozycji politycznej partii, ani z naszej słabości, lecz z ustosunkowania się naszej partii do zagadnienia granic wschodnich Polski. (…) Gdyby w Polsce Bractwo św. Antoniego stanęło na gruncie rewizji wschodnich granic Polski, to też zostanie okrzyczane przez reakcję jako agentura moskiewska, działająca za moskiewskie pieniądze dla oddania narodu polskiego pod but stalinowski”. Po przetrzymaniu przez 2 miesiące w bazie partyzantki radzieckiej na Polesiu delegacji KRN ze Spychalskim na czele dopiero 16 maja 1944 r. została ona sprowadzona do Moskwy. 22 maja przyjął ją Stalin uznając rolę KRN jako „przedstawicielstwa narodu polskiego”. 23 maja 1944 r. Krajowej Radzie Narodowej podporządkował się ZPP.

## Tworzenie struktur państwowych i przejęcie władzy w Polsce

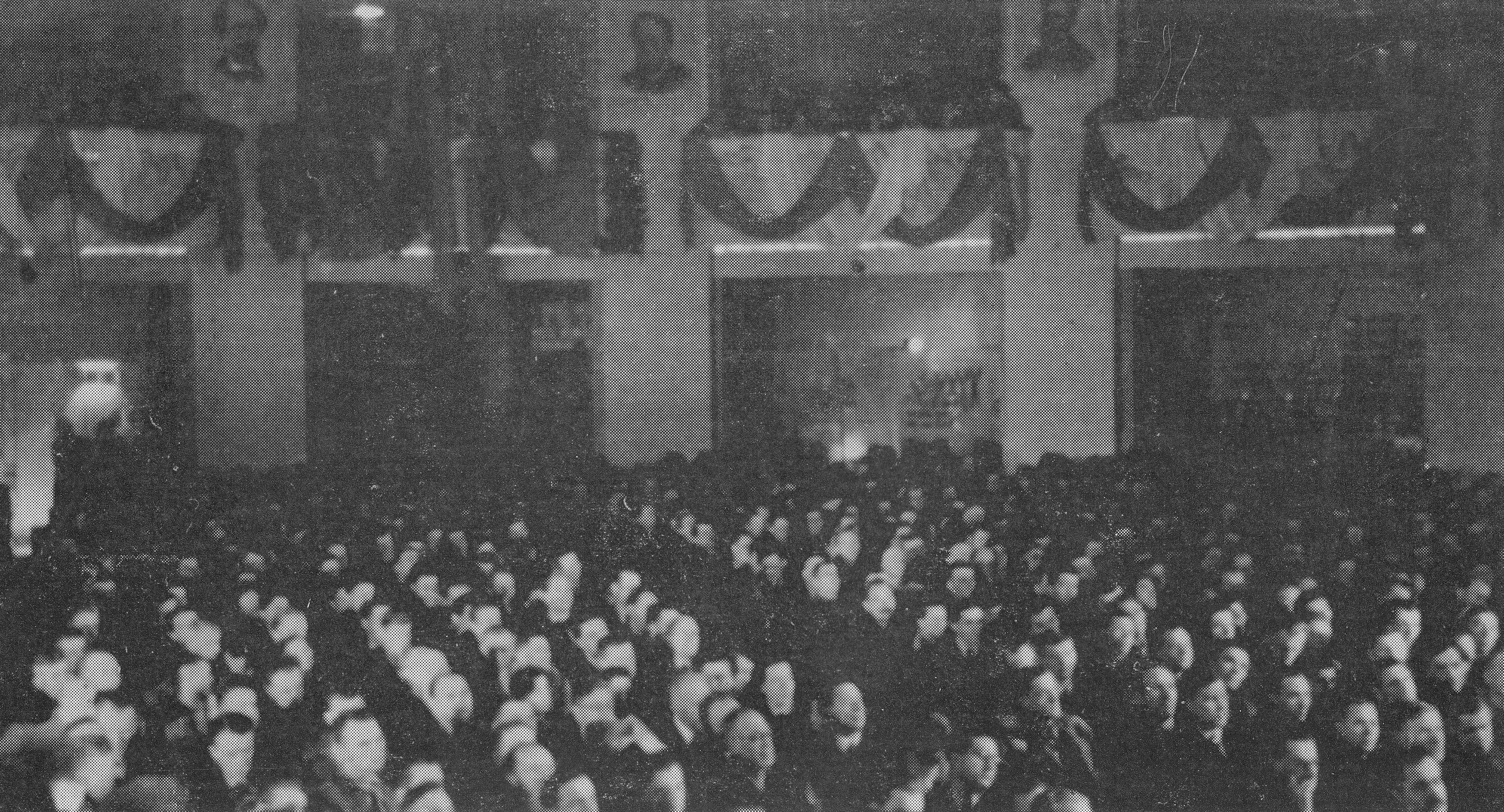
I Zjazd Polskiej Partii Robotniczej w sali Romy przy ul. Nowogrodzkiej 49 w Warszawie, 6–13 grudnia 1945

W kwietniu 1944 z misją do kraju udaje się skierowany przez Brytyjczyków Józef Retinger, by zbadać możliwości porozumienia z komunistami. Wszyscy przedstawiciele podziemia, z którymi rozmawiał, stwierdzili, że porozumienie z komunistami nie jest ani możliwe, ani celowe.
W maju 1944 r. dowódca AK melduje do Londynu, że „izolowanie” PPR od społeczeństwa i innych grup politycznych nie powiodło się. Rozszerzająca się działalność PPR i możliwość zwiększenia jej wpływów niepokoiły obóz londyński. „Radykalizm mas oraz nacisk Sowietów zwiększa atrakcyjność lewicowych grup poza RJN” stwierdzał raport KG AK.
Wbrew Bierutowi oraz Jóźwiakowi i Chełchowskiemu (członkowie KC) Gomułka wraz z grupą popierających go działaczy (Bieńkowski, Loga-Sowiński, Kowalski) twierdził, że PPR powinna wszelkimi sposobami dążyć do porozumienia z Centralnym Komitetem Ludowym tworzonym przez socjalistów z RPPS. Według jego koncepcji należało zabiegać o wejście do KRN środowiska radykalnych socjalistów, a gdyby się to nie udało, do połączenia CKL i KRN. Stwierdził on na posiedzeniu KC 23 maja 1944 – „Komisja wspólna KRN i CKL, mająca doprowadzić do połączenia, po uprzednim usunięciu z Rady Jedności Narodowej elementów faszystowskich, połączenie KRN, CKL i RJN w jedno ogólnonarodowe przedstawicielstwo krajowe”. Latem 1944 zawarto porozumienia o współpracy z Korpusem Bezpieczeństwa i Polską Armią Ludową oraz Robotniczą Partią Polskich Socjalistów, nawiązano kontakty z tzw. grupą Zrywu (rozłamową frakcją Stronnictwa Pracy), niektórymi organizacjami lokalnymi SL i BCh.
Jeszcze 1 lipca 1944 r. PPR publikuje swoje stanowisko, w którym deklaruje gotowość wejścia do rządu w Londynie pod warunkiem jego rekonstrukcji określając jednocześnie Mikołajczyka jako polityka cieszącego się poparciem „milionowych rzesz narodu”. Warunkiem takiego kroku jest zmiana stosunku do ZSRR („(…) nie dlatego, że leży to w interesie Związku Sowieckiego, lecz dlatego, że leży to w interesie Polski.”) oraz natychmiastowa rekonstrukcja rządu, nawet drogą zmian pozakonstytucyjnych”. Apel ten wskazuje, że przynajmniej niektóre koła w PPR do samego wybuchu powstania warszawskiego zabiegały o doprowadzenie do porozumienia z obozem londyńskim oraz uważały za konieczne utworzenie w kraju koalicyjnego rządu (przynajmniej na okres przejściowy). Jak twierdzi historyk prof. Jan Ciechanowski „z ogólnonarodowego punktu widzenia, wydaje się, iż powstanie tego rodzaju koalicji w tym czasie było niezmiernie wskazane, gdyż wzmocniłoby to pozycję Polski w zbliżających się rokowaniach z Moskwą, a udział w niej komunistów zażegnałby możliwość wybuchu w Polsce wojny domowej”. W tym samym czasie, mimo stanowiska Gomułki, że nowy rząd powinien powstać w oparciu o KRN nie w ZSRR, ale w kraju”, działacze PPR wchodzący w skład delegacji KRN wysłanej do Moskwy biorą udział w powstaniu Polskiego Komitetu Wyzwolenia Narodowego, który po uznaniu przez Stalina staje się de facto organem rządzącym na wyzwalanych terenach polskich za linią Curzona.
W lipcu 1944 r. PPR liczyła ok. 20 tys. członków.
W Polsce lubelskiej początkowo wpływy PPR i partii z nią zblokowanych nie były większe niż 15%, więc dla nowej władzy przemoc stała się główną metodą rządzenia.
Na początku sierpnia 1944 powołano tajne Biuro Polityczne Komitetu Centralnego PPR, do którego weszli: Władysław Gomułka, Bolesław Bierut, Jakub Berman, Hilary Minc i Aleksander Zawadzki. Większość w Politbiurze stanowili członkowie Centralnego Biura Komunistów Polski: Berman, Minc i Zawadzki. W maju 1945 roku dokooptowano do składu Biura Mariana Spychalskiego i Romana Zambrowskiego. Bolesław Bierut, wchodząc do tajnego Politbiura PPR, na polecenie Józefa Stalina występował do roku 1948 na zewnątrz jako osoba bezpartyjna. Tylko Gomułka i Spychalski byli przez większość okresu wojennego w Polsce, Bierut znalazł się w Polsce w 1943, pozostali spędzili cały okres wojny w ZSRR. CBKP przekształcono w Przedstawicielstwo KC PPR w Moskwie.
Od 28 września do 3 października 1944 przebywała w Moskwie delegacja PKWN w składzie: Bolesław Bierut, Edward Osóbka-Morawski, Michał Rola-Żymierski, Andrzej Witos i Wincenty Rzymowski. W nocy z 29 na 30 września podczas kolacji w rezydencji Stalina, w której uczestniczyli trzej pierwsi, a ze strony sowieckiej Stalin, Beria, Mołotow i Mikojan, Stalin w brutalnej formie zakomunikował Bierutowi swą decyzję o radykalizacji kursu politycznego na administrowanym przez PKWN terytorium Polski. PPR miała zaostrzyć stanowisko wobec Armii Krajowej i „obozu londyńskiego”, zintensyfikować represje wobec „reakcyjnego podziemia”, w szczególności zaś dokonać natychmiastowego wysiedlenia rodzin ziemiańskich z ich posiadłości i domów, wbrew postanowieniom dekretu PKWN z 6 września 1944 o reformie rolnej.
Stalin oświadczył, że:

stoi zagadnienie usunięcia z widowni całej klasy, złamanie obszarników – że wtedy to już nie jest reforma a rewolucja agrarna, a tego rodzaju rewolucji nie przeprowadza się w majestacie prawa i cackaniem się przygotowaniami. Rewolucje takie muszą być przeprowadzane metodami rewolucyjnymi

Władysław Gomułka:

Było rzeczą nie do pomyślenia, aby przy ówczesnym składzie personalnym Biura Politycznego można było zakwestionować polecenia Stalina. Bierut referując tę sprawę, miał dla jej uzasadnienia argument nie do podważenia – stanowisko Stalina, który w dodatku tak się na niego rozsierdził i nawymyślał mu za oportunistyczną politykę partii. Biuro Polityczne podjęło więc odpowiednie decyzje, kurs polityczny został zaostrzony

9 października 1944 szesnastoosobowe plenum KC PPR w Lublinie wysłuchało ocen i żądań Stalina, przedstawionych przez Bieruta i zaaprobowało decyzje Politbiura. W konsekwencji tego samego dnia usunięty został z PKWN jego wiceprzewodniczący i kierownik resortu rolnictwa i reform rolnych Andrzej Witos (kierownictwo resortu przejął Osóbka-Morawski), później (20 listopada) kierownik resortu administracji publicznej Stanisław Kotek-Agroszewski. Obaj zostali następnie usunięci przez PPR również z władz Stronnictwa Ludowego. Od lawirowania – w nadziei zapewne, że sam bieg wydarzeń przyniesie umocnienie jej władzy – PPR przechodziła nagle i gwałtownie do otwartego terroru. Prawnym instrumentem terroru stał się wydany przez PKWN 30 października 1944 Dekret o ochronie Państwa, wprowadzający karę śmierci w 11 punktach, przy niemal pełnej dowolności interpretacyjnej czynów karalnych i wprowadzony z mocą wsteczną od 15 sierpnia 1944.
Skala represji wzrosła tak bardzo, że zaniepokoiło to nawet część kierowniczych działaczy PPR. Władysław Gomułka mówił na plenum KC PPR w maju 1945 r.: „Zaczyna w państwie naszym ponad naszymi głowami wyrastać drugie państwo. Organa bezpieczeństwa same robią pewną politykę, do której nikt się nie ma wtrącać. (...) Działalność bezpieczeństwa to liczne przykłady wąskiej, sekciarskiej polityki. (...) Daje się u nas w więzieniach ludziom zwierzęce warunki. Z tym trzeba skończyć. Ludzie albo się demoralizują, albo odchodzą (...). Jest to zejście na manowce polityczne, co nam przynosi polityczne szkody”. Gomułka odniósł się również do działań ZSRR w Polsce. „(...) przeciętny Polak wychodzi z założenia, że Rosja zabrała Polsce pokaźną część ziem. (...) Błędy jakie popełniały organa sowieckie w stosunku do Polaków (wywózki), wpłynęły też na kształtowanie się opinii(...) Agitacja reakcji o sowietyzacji Polski wierci głęboko duszę Polski, wierci pokaźną część narodu, wierci dusze naszych sojuszników z koalicji (...). Przy tych nastrojach grozi nam niebezpieczeństwo, że może przyjąć się zarzut o agenturze sowieckiej, że może nastąpić izolacja. Masy winny nas uważać za polską partię, niech nas atakują jako polskich komunistów, a nie jako agenturę”. Na tym samym plenum Edward Ochab stwierdził, że naczelnym problemem w kontekście polityki radzieckiej jest obecnie suwerenność państwowa. Również Franciszek Jóźwiak, komendant główny MO, jako „nienaturalne” określił zwalczanie podziemia przez radzieckie siły bezpieczeństwa.
Gomułka jednorazowego ostrzeżenia o „drugim państwie” już nie powtórzył, przeciwnie 28 września 1945 na wspólnym posiedzeniu KC PPR i CKW PPS stwierdził: „Bezpieczeństwo jest najczystszym miejscem w aparacie państwowym, nie zostało zaśmiecone przez reakcję i stanowi dla władzy demokratycznej pewny instrument działania”.
Przeprowadzana na terenach wyzwolonych spod niemieckiej okupacji reforma rolna zaczęła przynosić polityczne rezultaty korzystne dla PPR, która zyskała poparcie części ludności wiejskiej. W końcu 1944 roku członkowie pochodzenia wiejskiego stanowili ok. 70 procent liczebności partii.
W lutym 1945 r. PPR liczyła ok. 175 tys. członków, a w kwietniu już 300 tys. członków stając się partią masową.
Na majowym plenum KC PPR rozbito politycznie grupę działaczy (Włodzimierz Zawadzki, Witold Konopka) dążących do stworzenia z Polski republiki radzieckiej. Władysław Gomułka zarzucił im oderwanie się od rzeczywistości, skłonność do opierania się na Armii Czerwonej i wyręczanie się aparatem bezpieczeństwa.
W końcu lipca 1945 roku liczba członków partii na skutek weryfikacji oraz aktywizacji działań zbrojnego podziemia spadła gwałtownie do 189 tys. członków (spadek o 37 procent). Od sierpnia do grudnia 1945 roku szeregi partii powoli rosły, osiągając stan 235 tys. członków.
W grudniu 1945 r. odbył się I Zjazd PPR. Ówczesna PPR stanowiła konglomerat złożony z komunistów i ludzi mniej lub bardziej obcych komunizmowi, zachęcanych hasłami narodowymi lub społecznymi, programem politycznym lub wizją kariery. Odsetek byłych działaczy KPP w PPR był znikomy, ale ich rola dominująca. Z KPP lub KZMP wywodzili się wszyscy członkowie KC, ale wśród delegatów na Zjazd było ich ok. 60% a wśród delegatów na konferencje wojewódzkie poprzedzających Zjazd ok. 30% (na konferencjach powiatowych 14%). PPR była tworem niejednolitym, różnym od KPP. Była otwarta dla wszystkich, którzy akceptowali nowy porządek. Władze centralne zwalczały dogmatyczne, przejęte z praktyki Związku Radzieckiego sposoby myślenia i działania aktywu komunistycznego. Gomułka krytykował głosy działaczy partyjnych opowiadających się za rozbudową przemysłu kosztem wsi i piętnował zdarzające się zakładanie kołchozów. Niedługo potem odpowiedzialny w PPR za kadry Roman Zambrowski stwierdził: „Otóż nasza partia mając te same cele, tę samą ideologię i często tę samą strukturę co partie komunistyczne innych krajów, nie jest jednak partią komunistyczną, nie tylko ze względu na charakter naszego społeczeństwa, na warunki w jakich powstała PPR, lecz również i z powodu słabego poziomu ideologicznego naszych szeregów, z powodu tego, że połowa bodaj członków naszej partii uważałaby stwierdzenie, że należą do partii komunistycznej, za coś dla siebie żenującego”.
Władze partii początkowo nie ujawniały prawdziwych celów ustrojowych. Przywrócono większość przedwojennego prawodawstwa, łącznie z konstytucją marcową. Oficjalnie zachowano trójpodział władzy i mechanizmy jej równoważenia. PPR zapewniała nawet, że przeprowadzi rewolucję burżuazyjną i nie przewidywała nacjonalizacji przemysłu.
W lutym 1946 roku Sekretariat KC rozpoczął akcję masowego werbowania nowych członków partii. W rezultacie pod koniec roku liczyła ona 555 tys. członków (wzrost w ciągu roku o 136 procent), by w końcu 1947 roku osiągnąć liczbę 820 tys. członków.
W PPR dochodziło do rywalizacji między poszczególnymi segmentami nowej władzy. Aparat partyjny starał się podporządkować sobie struktury bezpieczeństwa krytykując ich działalność. Przykładem tego może być m.in. posiedzenie Sekretariatu KC 21 marca 1946 roku, na którym Zenon Kliszko, bliski współpracownik sekretarza generalnego PPR Władysława Gomułki, stwierdził, że „właściwie istnieją dwie partie: partia cywilna i partia Bezpieczeństwa”. Nadzorujący aparat partyjny członek Biura Politycznego Roman Zambrowski mówił: „Duże szkody przynosi nam nadużywanie władzy przez partyjniaków pracujących w Bezpieczeństwie. (...) Są wypadki, że pracownicy Bezpieczeństwa dokonują rewizji i nawet mordów w celach rabunkowych. Czy był przypadek, żeby szef Bezpieczeństwa powiatowego został (...) ukarany lub wyrzucony z partii, by zmusić Ministerstwo Bezpieczeństwa Publicznego do zdjęcia go z pracy?”.
PPR m.in. terroryzowało Polskie Stronnictwo Ludowe i inne partie polityczne, zwalczało żołnierzy podziemia niepodległościowego za pomocą instytucji posługujących się środkami zorganizowanej przemocy, takimi jak Ministerstwo Bezpieczeństwa Publicznego i Główny Zarząd Informacji Wojska Polskiego. Dla potrzeb przeprowadzenia i ochrony sfałszowanego referendum ludowego Biuro Polityczne PPR powołało w marcu 1946 Państwową Komisję Bezpieczeństwa, która miała się zająć koordynacją działań jednostek LWP, WOP, KBW, UB, MO i ORMO. Zadaniem jej była m.in. likwidacja podziemia niepodległościowego i skrytobójcze morderstwa polityków PSL.
W PPR Władysław Gomułka reprezentował frakcję, która uważała, że rządy silnej ręki muszą być oparte na szerszej bazie politycznej. Uważał, że same represje nie mogą zastąpić społecznego poparcia dla nowej władzy. Uznawał, iż można zbudować w Polsce socjalizm bez dyktatury proletariatu, terroru i unicestwienia zastanych struktur społecznych. Podkreślał różnice między warunkami rewolucji w Rosji i w Polsce. „My zdobyliśmy władzę na tle walki wyzwoleńczej, pod hasłem wypędzenia Niemców. Nie musimy obalać starego aparatu państwowego.(...) My w Polsce założyliśmy możliwość innego niż droga radziecka rozwoju (..) założyliśmy możliwość rozwoju podobnego do rozwoju parlamentarnego, którego namiastką jest KRN” – stwierdzał. Dopuszczał istnienie opozycji, ale tylko takiej, która nie neguje nowego systemu.
W 1947 WKP(b) zaproponowało, by zwołać konferencję 9 europejskich partii komunistycznych (w tym PPR) celem przedyskutowania sytuacji międzynarodowej. Miejscem konferencji uczyniono Szklarską Porębę. Na samej konferencji strona radziecka przedstawiła propozycję powołania Biura Informacyjnego, które miałoby być ośrodkiem koordynującym działania partii komunistycznych. PPR była zaskoczona propozycją, a Gomułka mający do tej inicjatywy stosunek krytyczny, obawiając się powstania nowego Kominternu, który będzie nadrzędną strukturą nad narodowymi partiami komunistycznymi, zagroził dymisją. Ostatecznie przychylił się do radzieckiej koncepcji i akceptując cele polityki międzynarodowej i wewnętrznej ustalone na konferencji, bronił jedynie specyfiki polskiej drogi. Sprzeciwił się jednak, by siedzibą nowej instytucji była Warszawa.
Po powstaniu Koninformu oraz wejściu do niego PPR w jej aparacie powstało pytanie czy tym samym PPR uznała się za partię komunistyczną. Wątpliwości co do zmiany kursu kierownictwo polityczne rozwijało na plenum KC PPR w listopadzie 1947. Jakub Berman mówił „Jest naszym ogromnym osiągnięciem jako komunistów, że potrafiliśmy stworzyć partię narodową (...). To jest największy skarb, którego musimy bronić i nie pozwolimy nigdy znowu zepchnąć nas do zaczarowanego kręgu KPP. To byłaby nasza największa klęska”.
W początkowym okresie kryzysu jugosłowiańskiego PPR jako jedyna w bloku wschodnim nie poddała krytyce Josipa Titę, podczas gdy wszystkie inne partie Bloku Wschodniego słały listy solidaryzujące się ze Związkiem Radzieckim.
Do publicznego starcia różnych frakcji w PPR doszło przy okazji realizacji planu połączenia PPR i PPS. Gomułka był zwolennikiem zjednoczenia PPR z PPS, chciał jednak, by w wyniku zjednoczenia powstała partia, która będzie miała realne zaplecze społecznego poparcia. Dlatego mimo uznawania PPR za partię hegemoniczną, uznawał konieczność odwołania się nowej partii również do tradycji niepodległościowej PPS. W nieuzgodnionym z pozostałymi członkami Biura Politycznego referacie wygłoszonym 3 czerwca 1948 r. na plenum KC PPR poświęconym tradycjom polskiego ruchu robotniczego Gomułka bronił w tym kontekście „polskiej drogi do socjalizmu”. Stwierdzał, że aby nowa partia polityczna miała realne poparcie społeczne, musi opowiadać się za niepodległością państwową i tej niepodległości bronić. Krytykował KPP, że tego nie rozumiała, prowadząc działania polityczne w okresie przedwojennym. „KPP używała hasła samostanowienia narodów w taki sposób, że sama chciała stanowić naród i klasę robotniczą” – stwierdzał Gomułka. Referat ten spotkał się z krytyką pozostałych członków BP, którzy w rezolucji odrzucili stanowisko Gomułki. Po raz pierwszy ujawnił się publicznie rozłam w kierownictwie PPR. Mimo nacisku Gomułka nie zrezygnował ze swoich tez, choć zgodził się nie ustępować manifestacyjnie ze stanowiska sekretarza generalnego PPR, a jedynie wziąć urlop zdrowotny.
Po usunięciu Gomułki niepodzielną władzę w partii przejęło stalinowskie skrzydło z Bolesławem Bierutem na czele, składające się głównie z komunistów, którzy wojnę spędzili na emigracji w ZSRR.
W połowie 1948 PPR liczyła 997 tysięcy członków.

## Utworzenie PZPR
W grudniu 1948 doszło, na tzw. zjeździe zjednoczeniowym, do połączenia liczącej już milion osób PPR ze skupiającą przeszło 500 tysięcy członków PPS w Polską Zjednoczoną Partię Robotniczą. Od tego momentu nowo powstała PZPR sprawowała władzę w Polsce, zakończoną utworzeniem Polskiej Rzeczypospolitej Ludowej w 1952.

## Siedziba KC PPR
Mieściła się początkowo w Lublinie, w Pałacu Sobieskich przy ul. Bernardyńskiej 13 (1944), następnie w Warszawie – w Kamienicy Henryka Kołobrzega-Kolberga z 1913 przy ówczesnej al. Stalina 17 (1945–1948).

## I sekretarze PPR
| Lp.  | Imię i nazwisko   | Zdjęcie | Od                                | Do                              | Uwagi |
| ---- | ----------------- | ------- | --------------------------------- | ------------------------------- | --- |
| 1.   | Marceli Nowotko   |         | 5 stycznia 1942                   | 28 listopada 1942 (śmierć)      | |
| 2.   | Bolesław Mołojec  |         | prawdop. ok. 5 grudnia 1942       | 29/31 grudnia 1942 (śmierć)     | |
| 3.   | Paweł Finder      |         | 9 stycznia 1943 (pocz. jako p.o.) | 23 listopada 1943 (aresztowany) | |
| p.o. | Witold Kolski     |         | 13 stycznia 1943                  | 28 marca 1943 (śmierć)          | wyznaczony przez Komintern w styczniu 1943 na stanowisko I sekretarza PPR, zginął 28 marca 1943 po skoku spadochronowym na terytorium Polski, nie objął funkcji |
| 4.   | Władysław Gomułka |         | 23 listopada 1943                 | 10 sierpnia 1948                | |
| 5.   | Bolesław Bierut   |         | 10 sierpnia 1948                  | 15 grudnia 1948                 | |